# Base aérienne 116 Luxeuil-Saint-Sauveur
La base aérienne 116 « Lieutenant-colonel Papin » de Luxeuil-Saint-Sauveur de l'Armée de l'air française est située à 5 kilomètres au sud de la ville de Luxeuil-les-Bains dans le département de la Haute-Saône. Après les usines Stellantis de Vesoul, la base est le deuxième employeur, en effectifs, dans la Haute-Saône. La base occupe une superficie totale de 477 hectares et possède une piste aux normes de l'OTAN.
La base abrite la 2e escadre de chasse, reformée le 3 septembre 2015.
Le site de Luxeuil est l'un des plus anciens terrains d'aviation militaire de France. Après des exercices aériens réalisés par l'armée en 1911, le terrain actuel de la base est choisi en 1912. Il est utilisé de façon intermittente entre la Première et la Seconde Guerre mondiale. Les installations restent longtemps modestes avec une piste en herbe, des hangars et de petits baraquements sans hébergement. Durant l'Occupation, le site accueille une école de pilotage de la Luftwaffe qui subit une centaine d'accidents, dont une soixantaine mortels.
En 1950, sous l’impulsion du ministre de l’Air, André Maroselli, également maire de Luxeuil-les-Bains, un vaste programme d’infrastructure est lancé pour installer sur le site une grande base aérienne moderne aux normes de l'OTAN, qui ouvre en 1953.
Après avoir accueilli l'arme nucléaire (AN-22, AN-52, ASMP) de 1966 à 2011 (abandonnée après la fin de la guerre froide), celle-ci doit faire son retour à l'horizon 2032 sous la forme de missiles hypersoniques, type ASN4G, portés par deux escadrons de Rafale. De lourds travaux de modernisation sont programmés alors que la base devait fermer au milieu des années 2000. Ce retour s'inscrit dans le besoin de défense des pays européens dans le cadre de la Guerre russo-ukrainienne et de la prise de distance des États-Unis au sein de l'OTAN.
La base s'ouvre régulièrement au public avec l'accueil de meetings aériens.

## Géographie
La BA 116 occupant une superficie de 477 hectares est implantée dans une vaste plaine alluviale située aux pieds des Vosges saônoises, dans le nord-est du département de la Haute-Saône dont elle est la seule emprise de défense. Elle est entourée de gravières dont les granulats ont servi à la construction de ses infrastructures. Le terrain militaire s'étend sur les territoires des communes de Saint-Sauveur, de La Chapelle-lès-Luxeuil, de Baudoncourt et de Breuches, au sud-sud-est de Luxeuil-les-Bains. Elle est la seule base aérienne de la région Bourgogne-Franche-Comté.

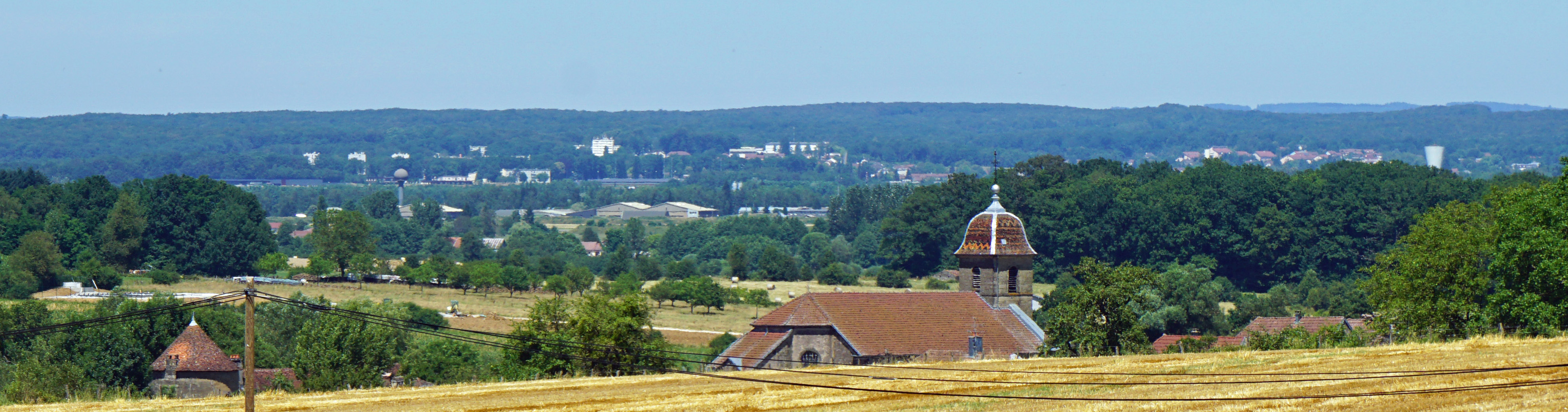
Vue éloignée de l'église et du château de Brotte-lès-Luxeuil avec la BA 116 et la ville de Luxeuil-les-Bains en arrière-plan.

De 1950 à 1998, la BA 116 possédait une base de désserrement à 15 km au sud-est : l'aérodrome de Lure - Malbouhans. Le dépôt de munitions de Sainte-Colette ainsi que la station hertzienne du Ballon de Servance (à 31 km) lui sont rattachés.

## Histoire

### Origine
En septembre 1911, des monoplans modèles Blériot XI et Deperdussin Monocoque ainsi que des biplans modèle Breguet Type IV R.U1 survolent la Haute-Saône lors des grandes manœuvres de l'Est en improvisant une piste au lieu-dit « la Zouzette » à Froideconche (actuelle zone commerciale). Ces exercices se déroulent une année après les manœuvres de Picardie qui sont les premières au monde avec des avions,,. Lors des manœuvres de 1911, des terrains sont également utilisés à Vesoul et à Villersexel. Le grand-duc Boris de Russie, cousin germain du tsar Nicolas II, assiste à l'événement en tant que représentant allié de la Triple-Entente. L'exercice est particulièrement proche de la frontière de l'Empire allemand qui a annexé l'Alsace-Lorraine grâce à la signature du traité de Francfort après la défaite française de 1870.

Les grandes manœuvres en 1911 à Luxeuil.
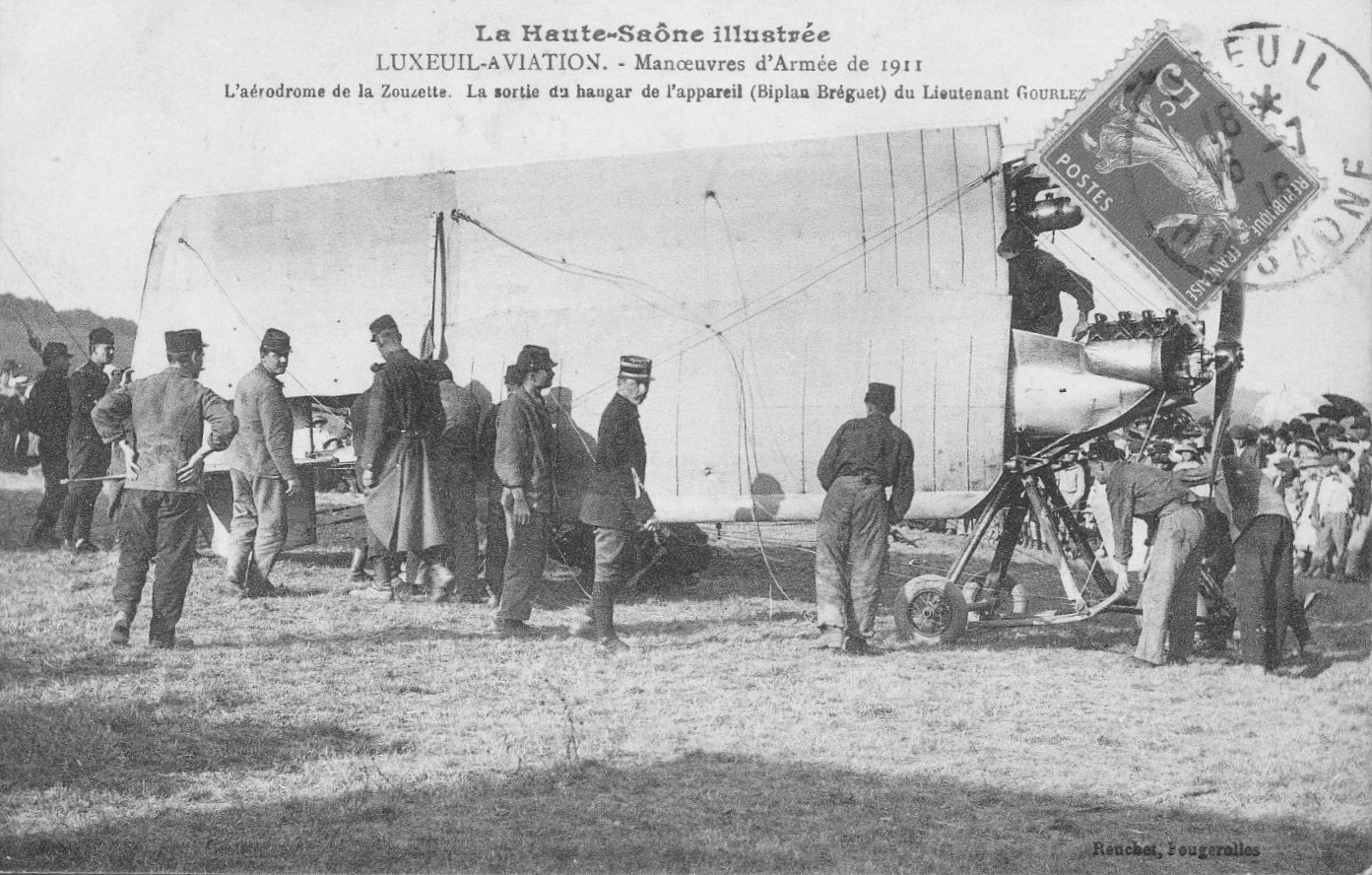
Breguet Type IV R.U1, ailes repliées.
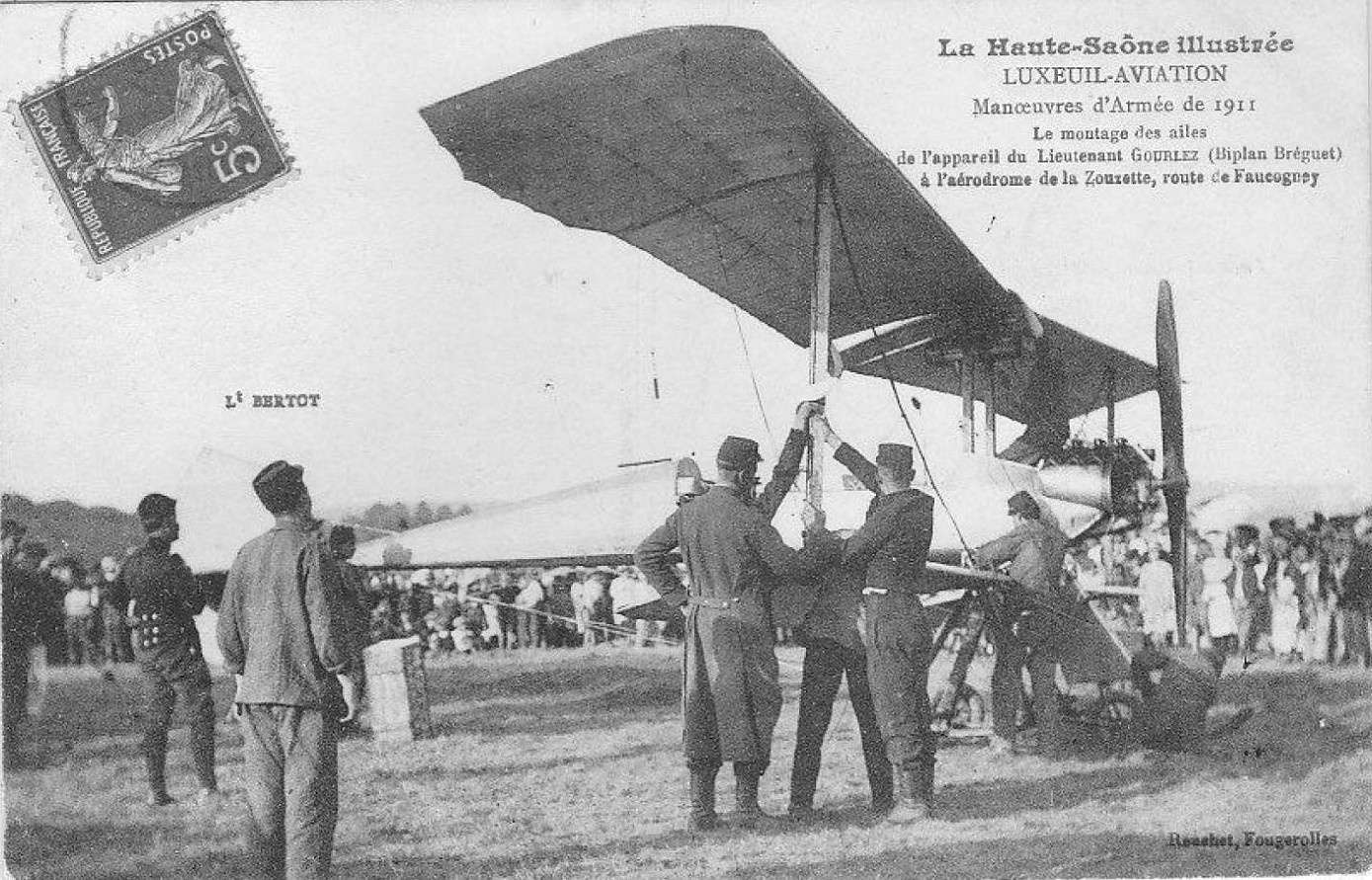
Ailes montées par le génie.
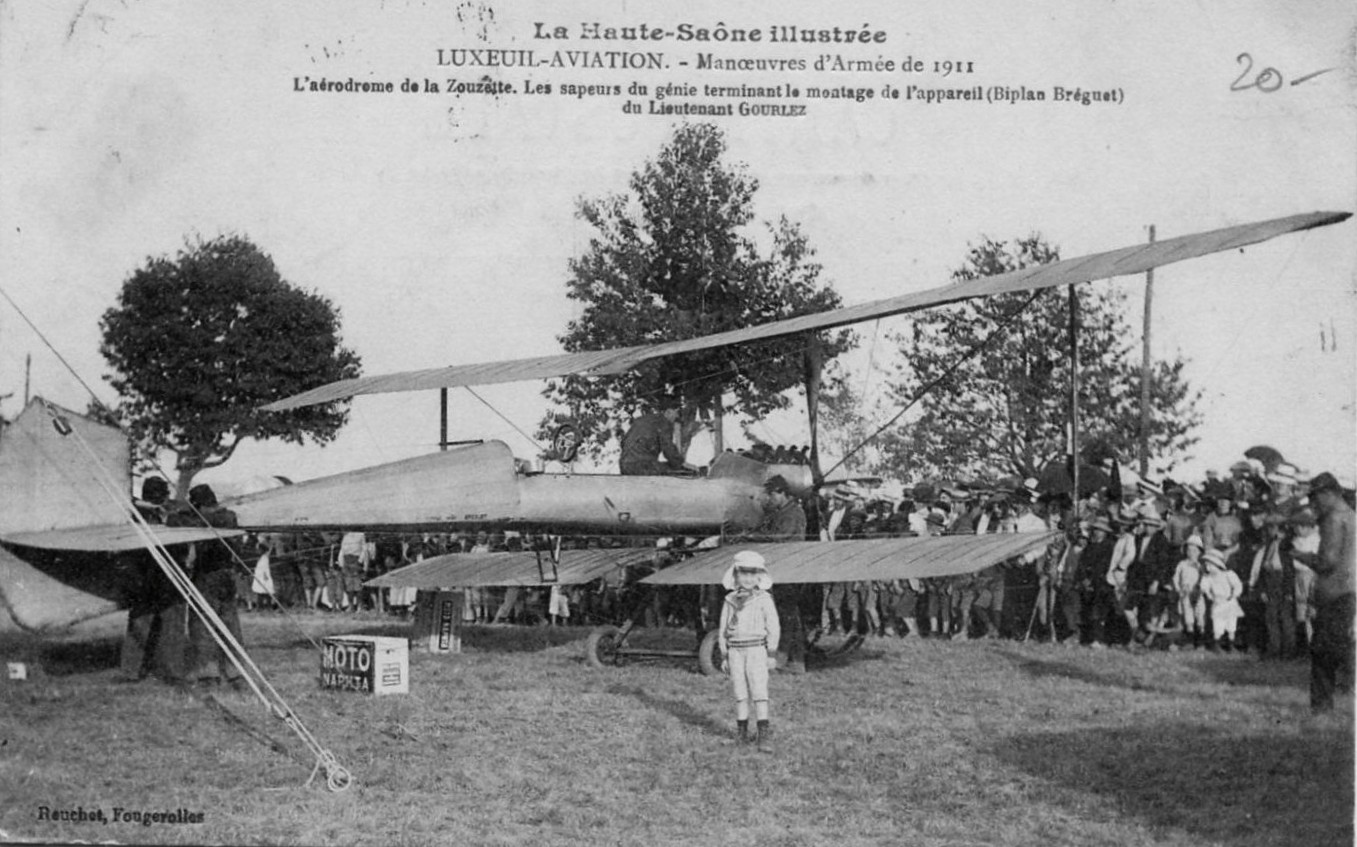
Fin du montage du Breguet.

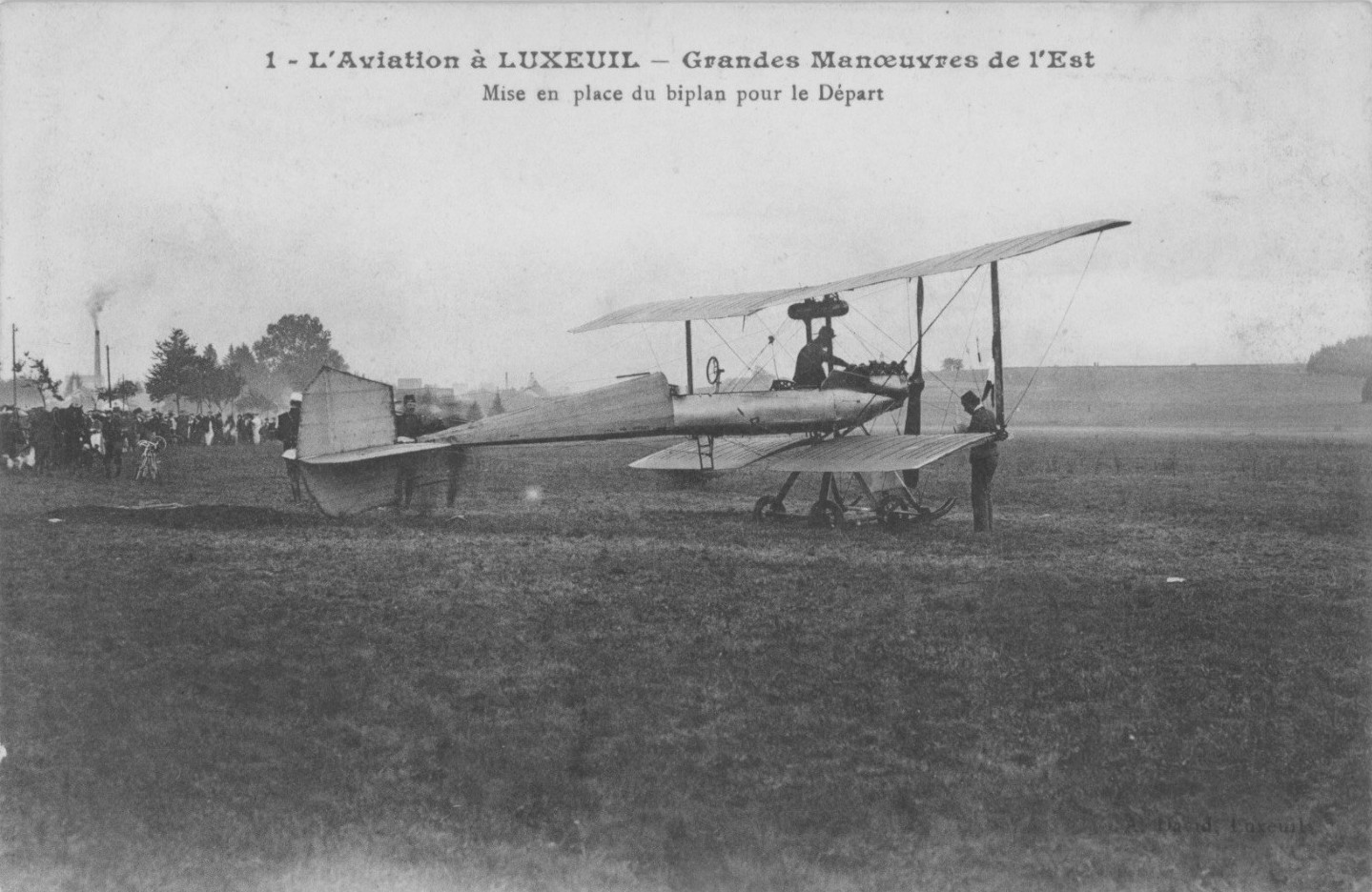
Mise en place pour le départ.
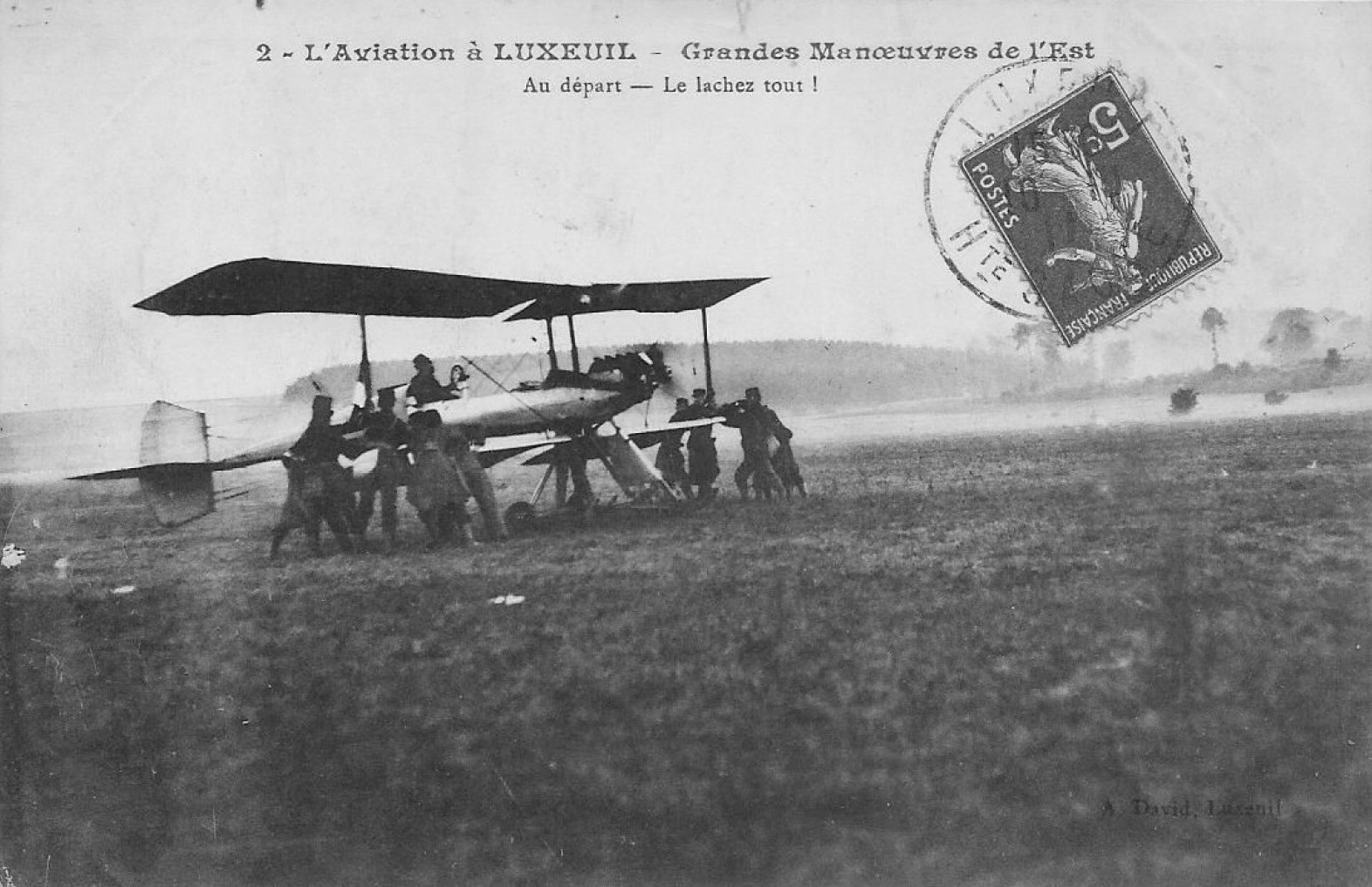
Avion retenu à mains d'hommes avant le départ.
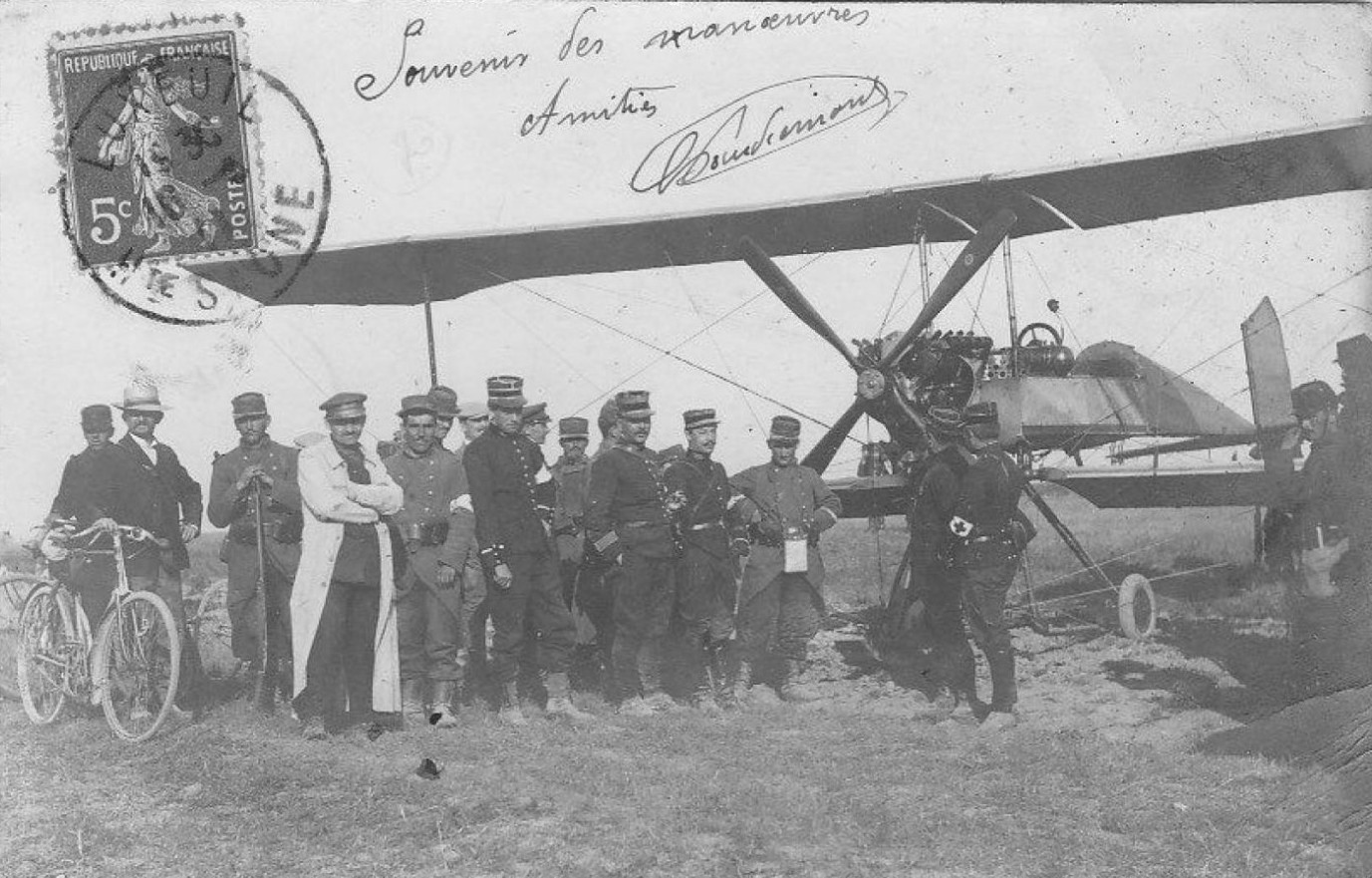
Groupe de militaires devant un Breguet.

L'année suivante, en 1912, l'aérodrome déménage à l'emplacement actuel de la base,, ce qui en fait l'un des plus anciens terrains d'aviation militaire de France. Un terrain de 200 hectares est aménagé,.

### Première Guerre mondiale

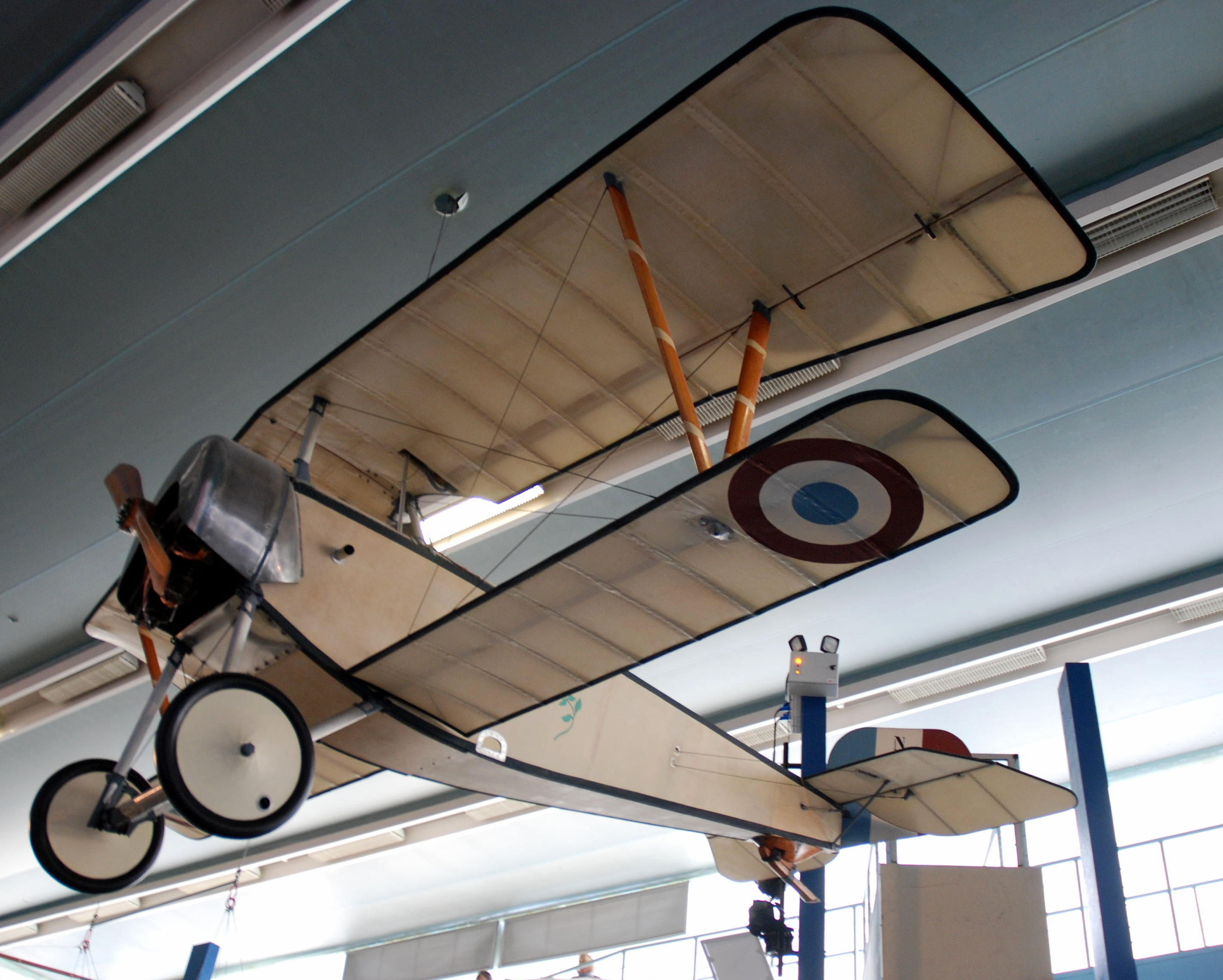
Nieuport XI exposé au musée du Bourget.

Lors de la Première Guerre mondiale, le 1er avril 1916 le terrain de Luxeuil accueille les escadrilles MF29, MF123 et MF124 du Groupe de Bombardement 4 « Belfort ». Les deux premières escadrilles sont équipées de biplans Farman F.M.II et la troisième de biplans Nieuport XI « Bébé ». Elles sont rejointes par des escadrilles britanniques et alliées. Le site est stratégique, car idéalement placé pour surveiller la frontière vosgienne de l'Empire allemand,,,.

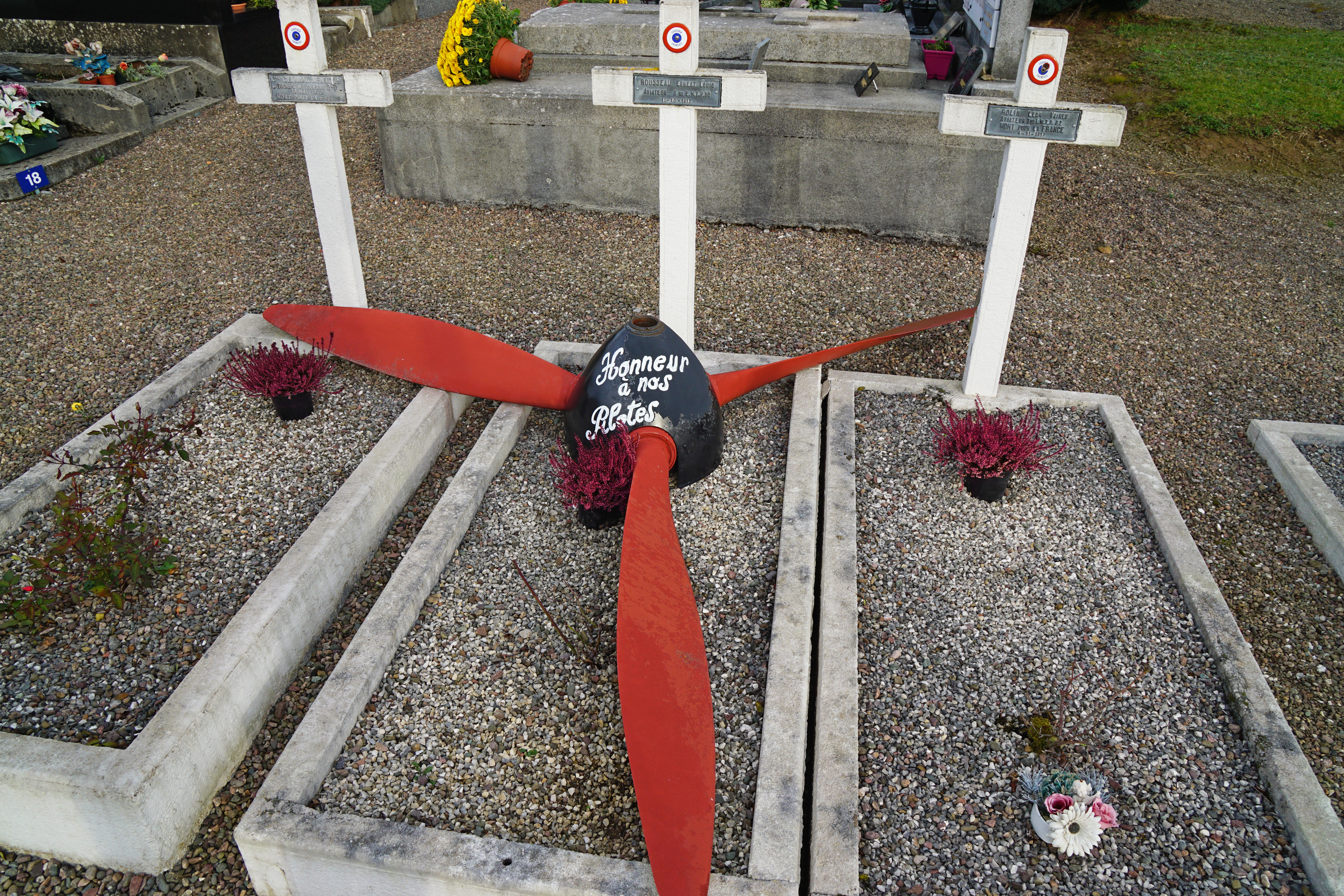
Carré militaire du cimetière de Luxeuil. Une hélice est posée sur une sépulture de pilotes de la grande guerre.

Le 20 avril 1916 est formée l'escadrille américaine N 124 par l'avocat Norman Prince et par Frazier Curtis avec des jeunes volontaires établis en France, alors que les États-Unis restent neutres jusqu'au 6 avril 1917. Sa constitution est permise par la rencontre de Prince et de l'officier aviateur français saint-cyrien Georges Thenault. Elle reçoit comme mission la protection des bombardiers anglais et français. L'escadrille fait mouvement vers le terrain de Cachy dans la Somme où elle prend le nom d'escadrille La Fayette en hommage à Gilbert du Motier de La Fayette, personnalité française éminente de la guerre d'indépendance des États-Unis. L'unité sert également lors de la bataille de Verdun et de la bataille du Chemin des Dames,,.

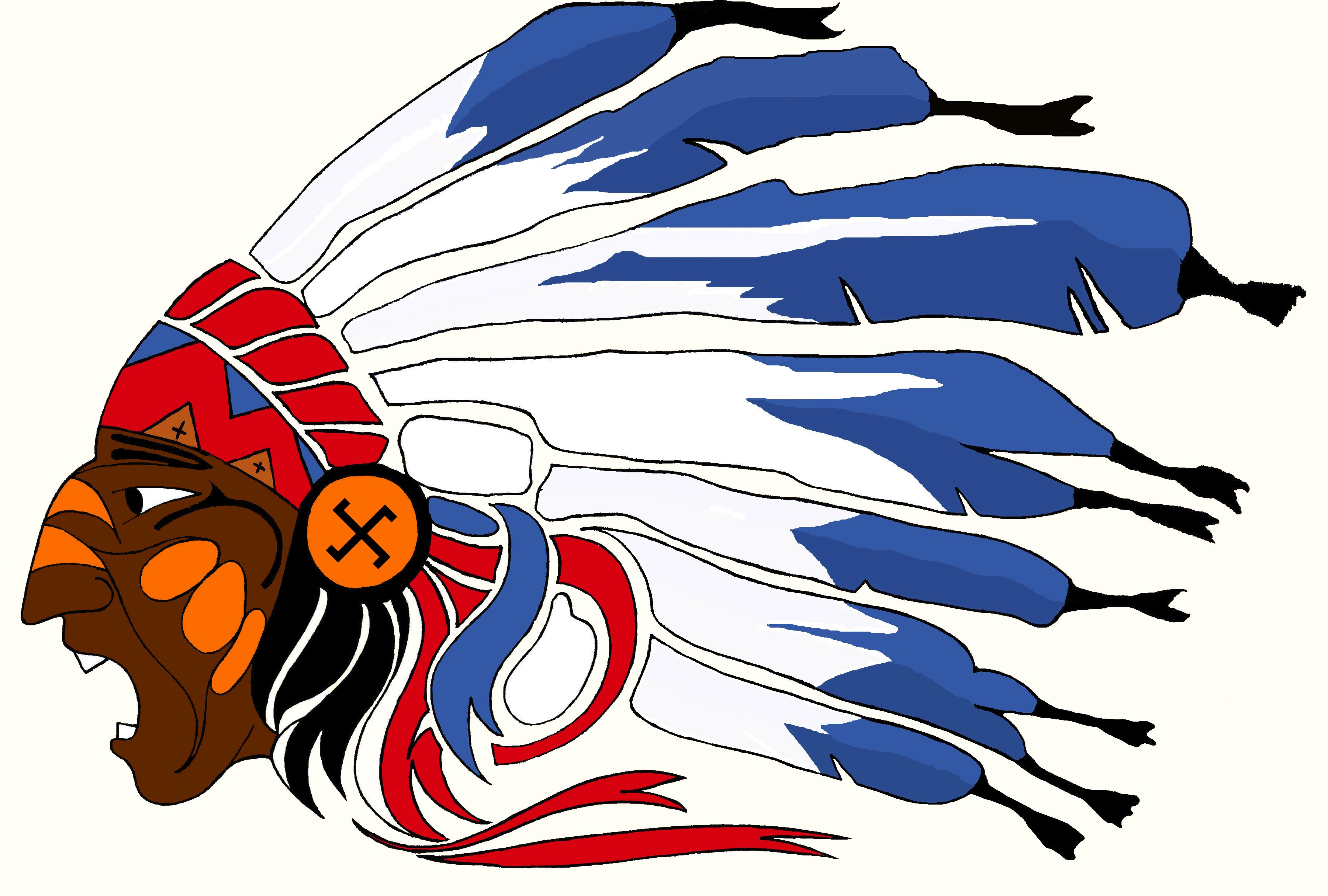
La Tête de Sioux, symbole de l'escadrille La Fayette.

Son insigne « La Tête de Sioux » est choisi par le chef de l'escadrille, le capitaine Georges Thenault. Elle rappelle l'origine géographique des pilotes et incarne symboliquement des valeurs, telles que la force, la combativité ou encore le courage. Le premier emblème, un indien Séminole est dessiné par Marie Suchet, un mécanicien, à partir d'une illustration présente sur les caisses de Remington Arms. La tête de Sioux, avec svastika proposée par Lufbery (symbole porte-bonheur), est imaginée par le sergent Harold Buckley Willis, un architecte, nouveau pilote, en février 1917. Cette tête de Sioux est toujours portée par les Mirage 2000 de l'escadrille N 124 du 2/4 La Fayette au début du XXIe siècle,,,,,.

### Entre-deux-guerres
Pendant l'entre-deux-guerres, l'activité est réduite,.
En août 1919, plusieurs escadrilles arrivent à Luxeuil, notamment la VB101, la F109, la C115 et la BR13. Elle forment le 22e régiment aérien de bombardement de nuit (RABN), équipé de Farman F.60 Goliath et Farman F.50, qui reste cantonné à Luxeuil jusqu'en 1923,,,,,.

Le 22e RABN.
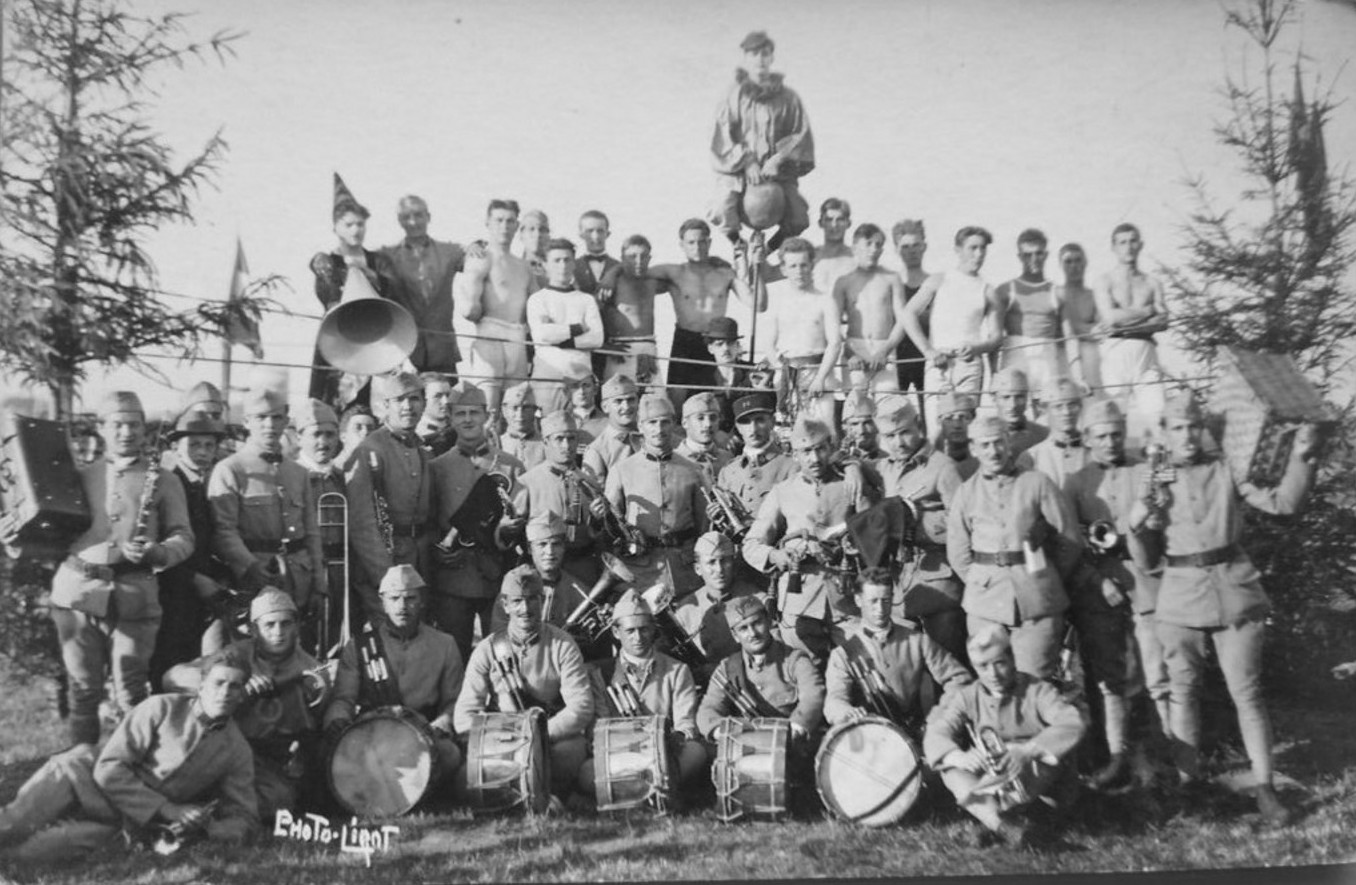
Photo de groupe.
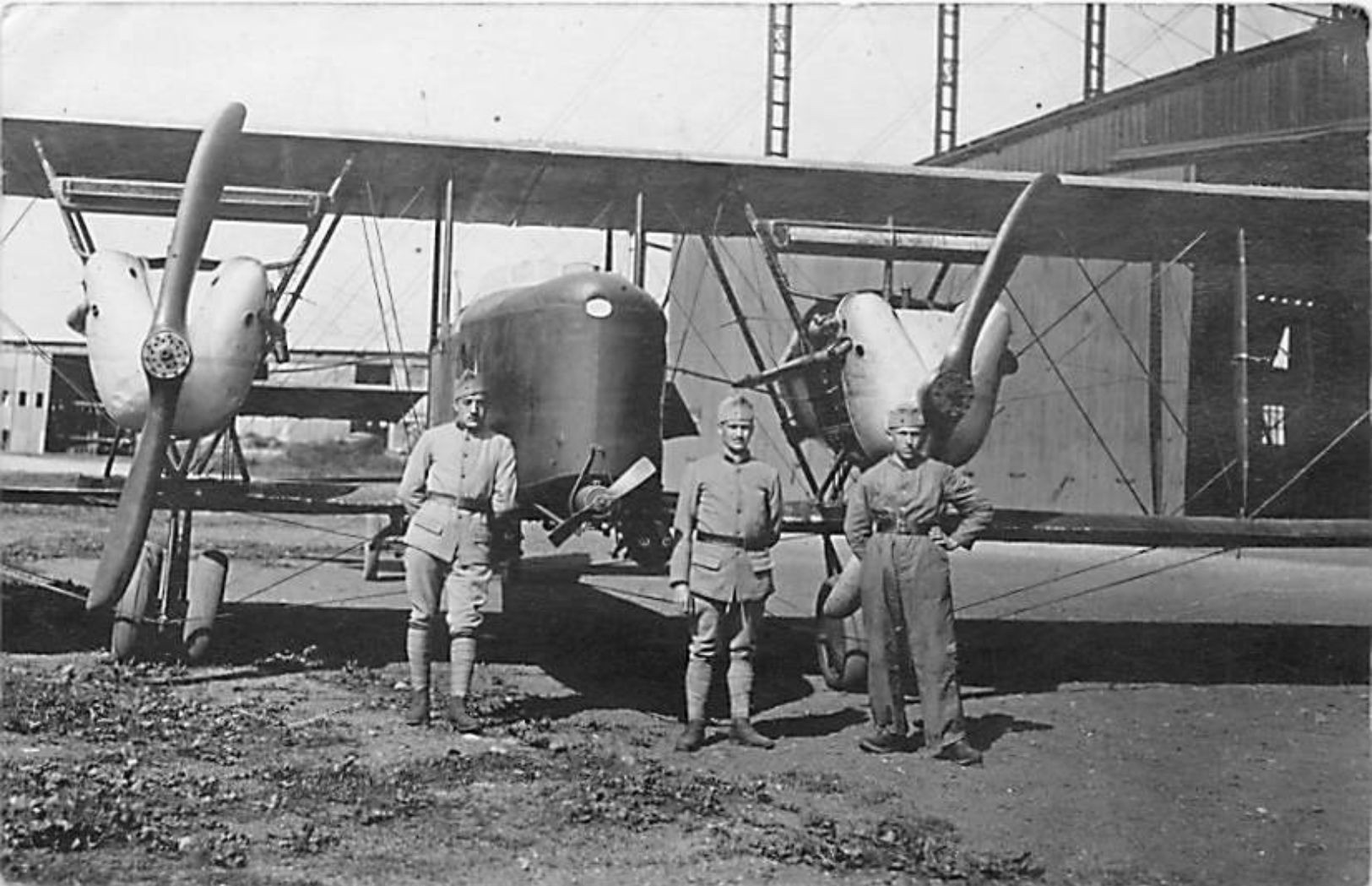
Farman F.50 devant un hangar.
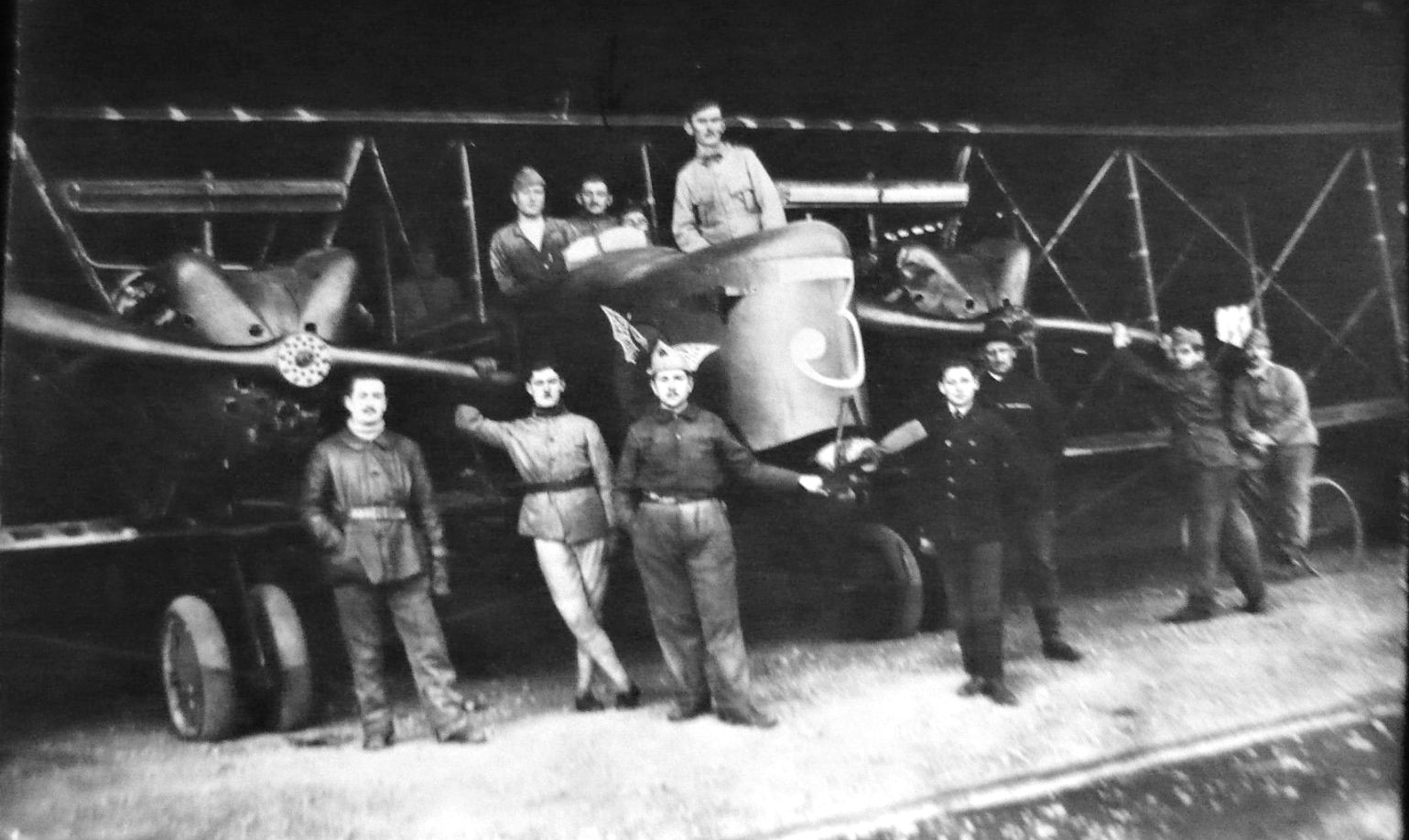
Groupe et F.50 à l'entrée d'un hangar.

Le Farman F.50 numéroté 26 de Luxeuil s'écrase au début des années 1920. Un autre accident a lieu le 25 juin 1921 ; le sergent Mathié embarque avec sa femme et deux mécaniciens pour Audincourt afin de déjeuner chez sa mère : l'avion s'écrase et s'enflamme. Les deux époux meurent brûlés dans l'accident et les deux mécaniciens sortent de la carcasse grièvement brûlés.

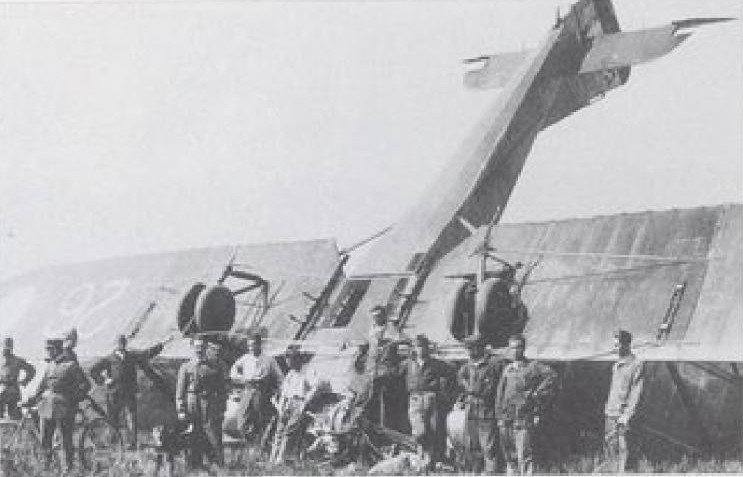
Retournement du Farman F.50 no 26.
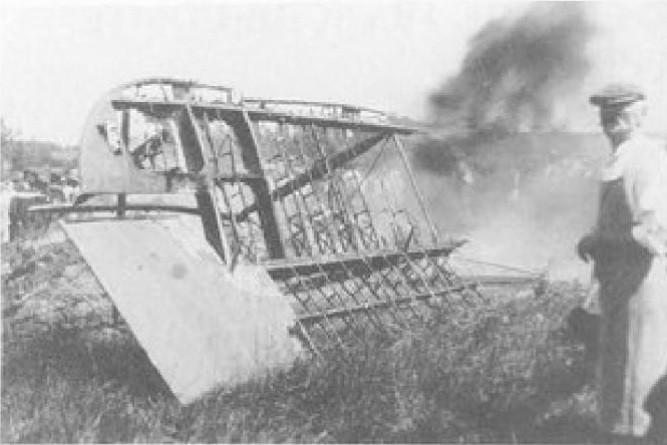
Accident de l'avion du sergent Mathié.
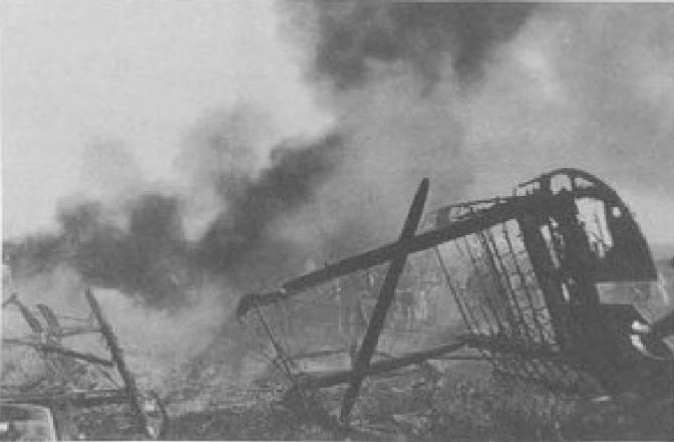
L'épave en flammes.

Après le départ de ce régiment pour Chartres, le site est utilisé comme terrain de secours puis de manœuvre à partir de 1931. Les installations d'alors consistent en une piste herbeuse, des hangars pour les avions et quelques baraquements de fortune. Les pilotes dorment à l'hôtel, voire chez l'habitant, faute d'hébergement à la base,,,.

Les infrastructures de la base de Luxeuil dans les années 1920.
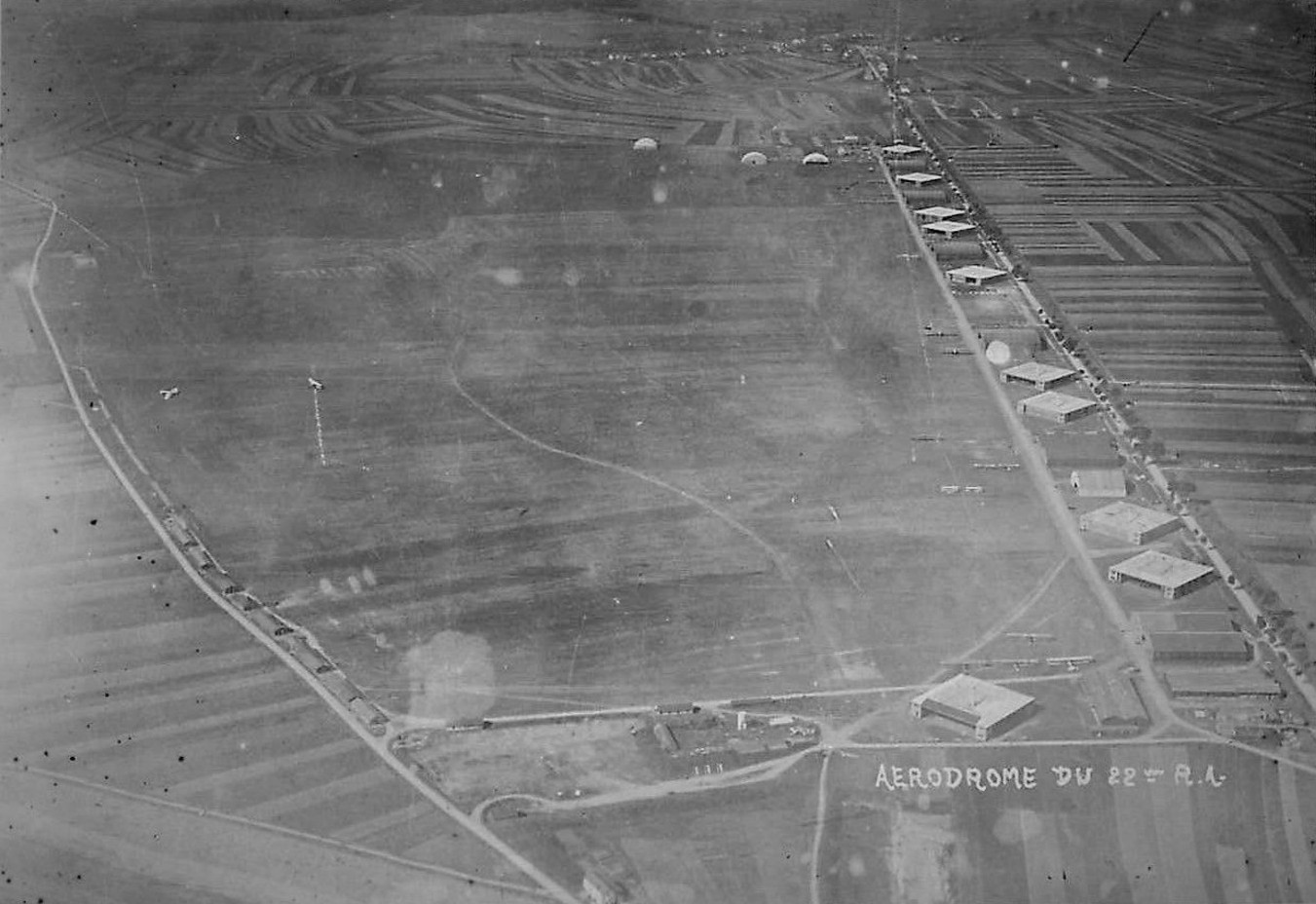
Vue aérienne.
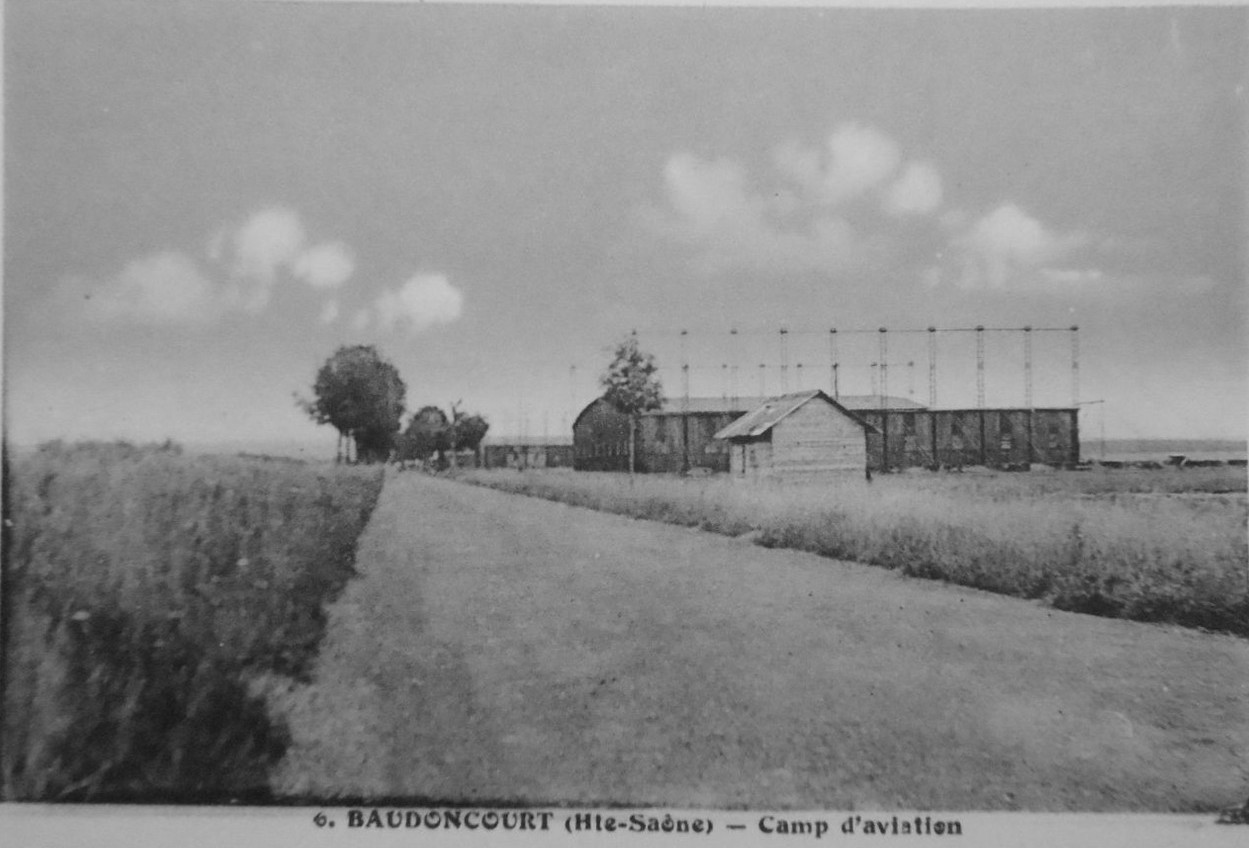
Les hangars.
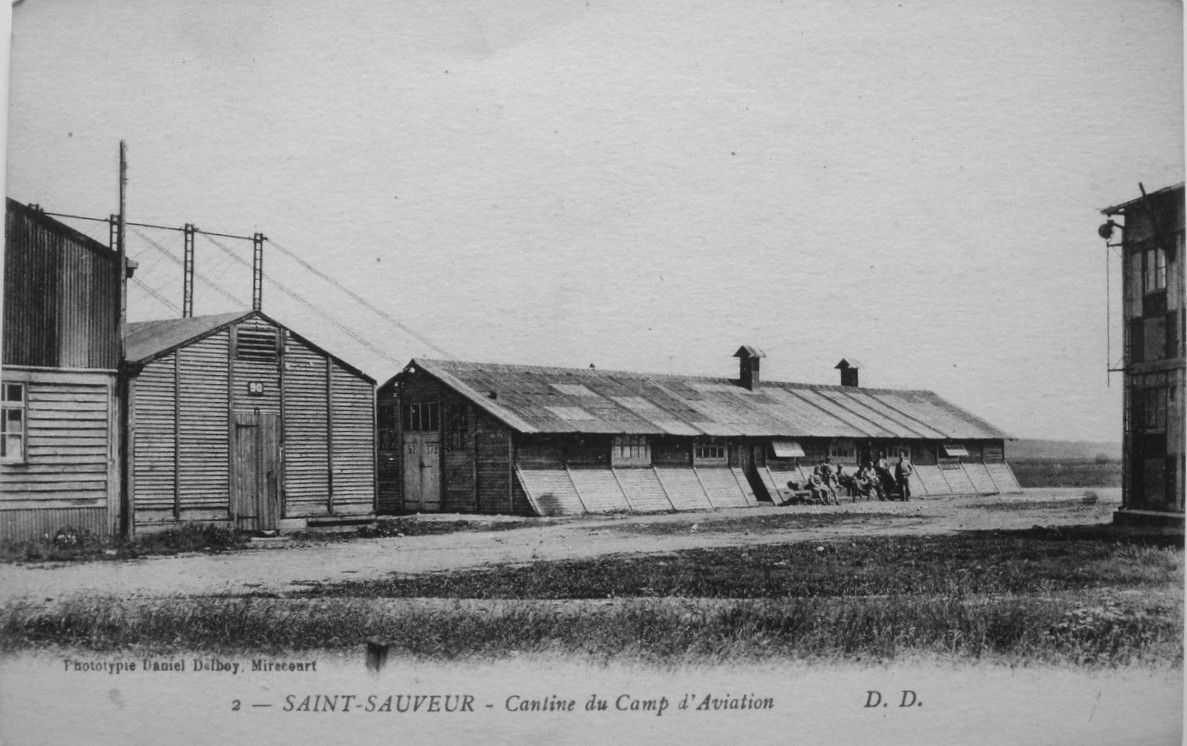
La cantine.

Le Groupement d'Aviation et d'Observation 543 s'installe à Luxeuil de novembre 1937 à mai 1940.

### Seconde Guerre mondiale

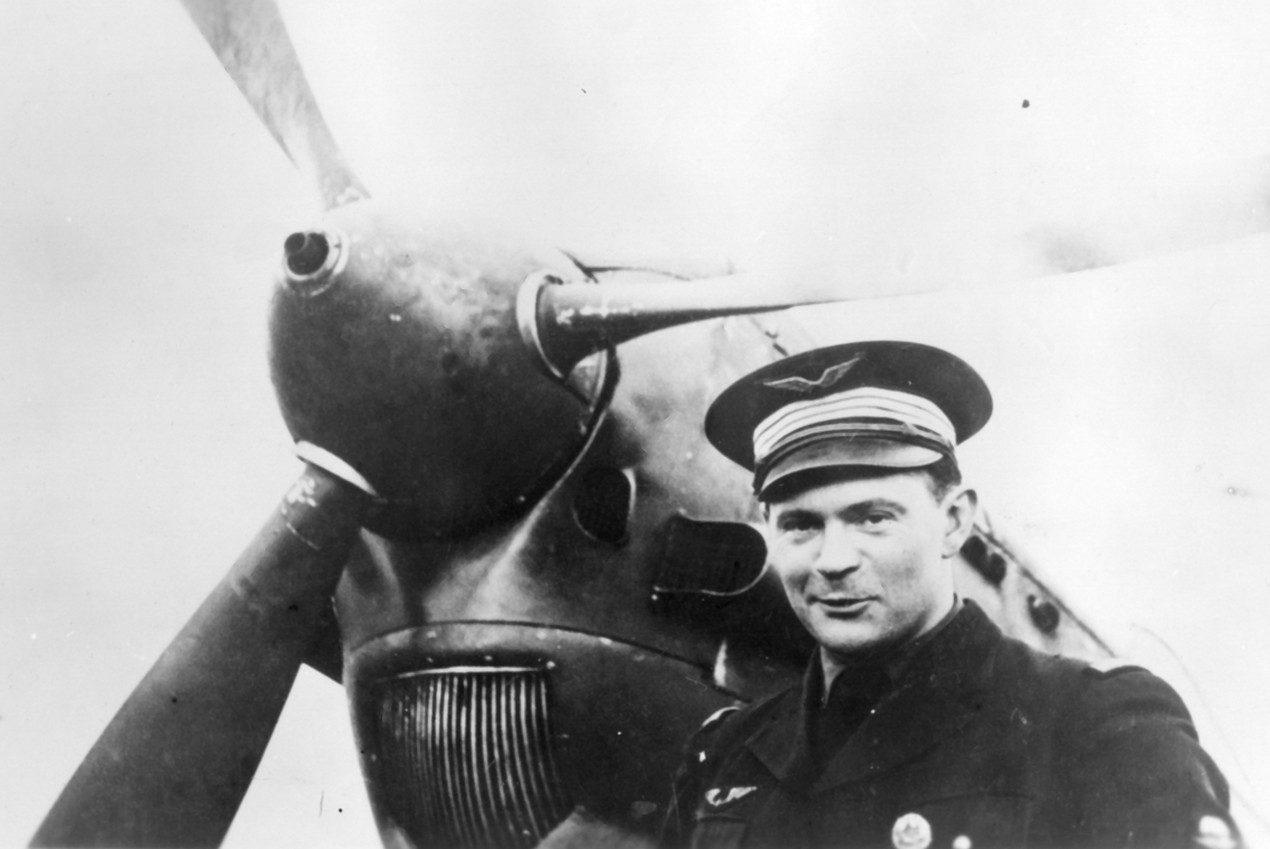
Le capitaine Tony Papin en poste à Luxeuil en 1940, posant devant un MS.406.

Le site connait un regain d'activité lors de la déclaration de guerre de la France contre l'Allemagne. Le Groupe de Chasse 2/7 équipé de 28 avions Morane-Saulnier MS.406 et trois avions Potez 637 s'installe le 27 août 1939. Des travaux d'amélioration sont entrepris à cette occasion. Les officiers sont logés par la ville de Luxeuil et le reste du personnel à Saint-Sauveur. L'escadrille SPA 73 est commandée par Tony Papin (alors capitaine) qui donne son nom de tradition à la base en juillet 1958,,,,.
Lors de la Seconde Guerre mondiale, le 10 mai 1940, la base est bombardée par la Luftwaffe. Des combats ont lieu entre les pilotes de la base et les pilotes allemands. Le commandant Gérard Clicquot de Mentque, pilote de la base, est le premier pilote français abattu lors de cette guerre. Il est inhumé au carré militaire du cimetière de Luxeuil-les-Bains. Cette première journée de combats aériens totalise 445 sorties de la chasse française. Les pilotes français comptabilisent 49 victoires avec cinq pilotes blessés, cinq éjectés et parachutés indemnes et quatre morts dans leurs rangs, dans la supériorité technique et numérique de l'aviation allemande,.
Après l’armistice du 22 juin 1940, le terrain est utilisé par la Luftwaffe qui y implante une école destinée à former ses futurs pilotes, au mois de juillet. Elle cumule une centaine d'accidents d’avions ayant entrainé la mort de plus 60 Allemands et des dizaines de blessés durant l'Occupation. Le 8 octobre 1942 un avion s'écrase dans un champ de La Chapelle-lès-Luxeuil tuant deux cultivateurs occupés à récolter des pommes de terre. La Libération de la base et celle de la ville de Luxeuil durent du 16 au 17 septembre 1944,,. Ce mois-là, de nombreuses unités alliées s'installent au terrain, dont le Groupe de Chasse 2/5 avec ses P-47D, le Groupe de Chasse 1/3 en Spitfire et le Groupe de Reconnaissance 2/33 équipé de P.51 Mustang. Les traditions du GC 2/5 sont les mêmes que celles de l'escadrille La Fayette constituée à Luxeuil ; il arbore toujours la tête de Sioux,.

Le terrain de Luxeuil à fin de la guerre.
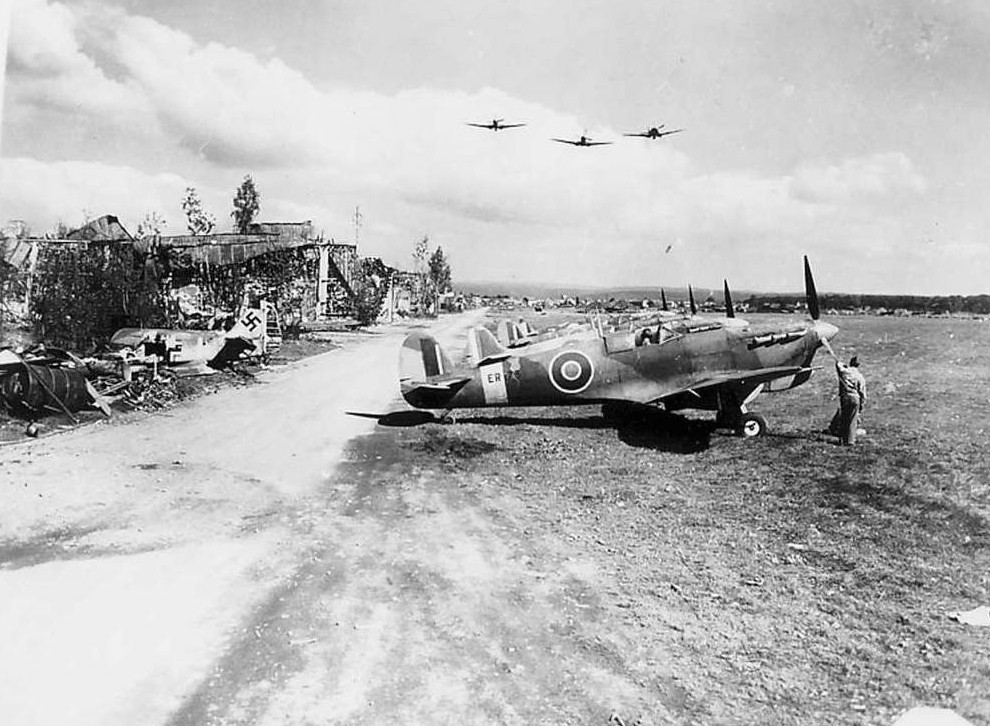
Avions de la FAFL alignés devant les hangars détruit et une épave d'avion de la Luftwaffe.
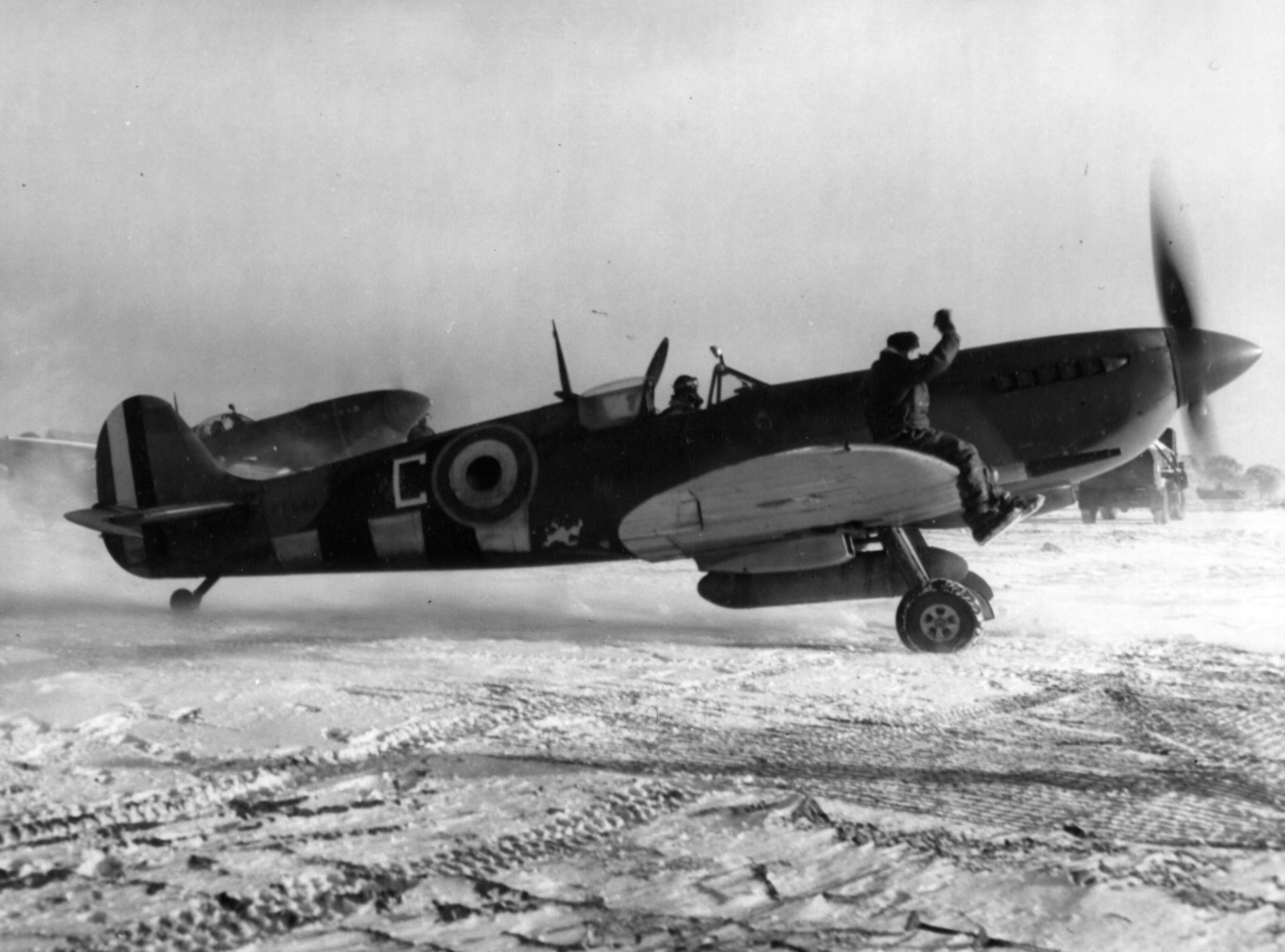
Groupe de Chasse (GC) I/7 « Provence » sur le terrain enneigé.
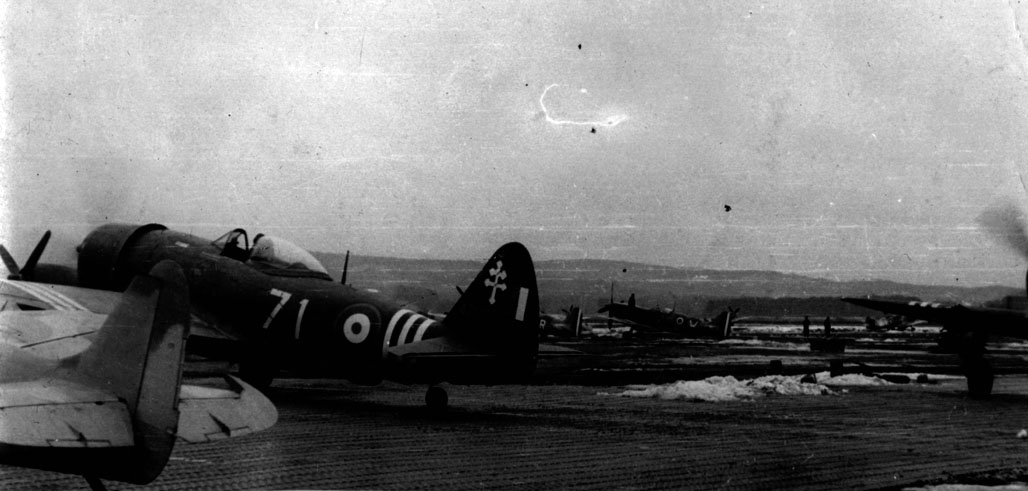
Escadron de Chasse 3/3 « Ardennes ».

### Guerre froide et dissuasion nucléaire
Après la guerre, le site n'est plus utilisé par l'armée,. Le 29 avril 1945, un aéro-club civil est créé.

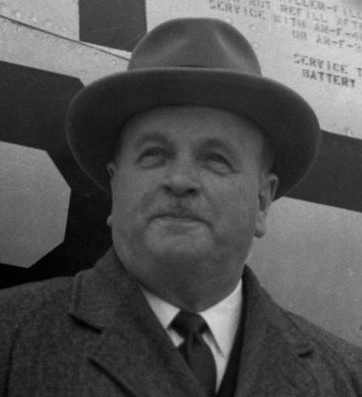
André Maroselli en 1951.

En 1950, sous l’impulsion du ministre de l’Air, André Maroselli (également maire de Luxeuil-les-Bains) est prise la décision de construire une base aux normes de l'OTAN à l'emplacement du terrain. Un programme d’infrastructure est lancé pour installer une grande base aérienne moderne dont la construction démarre l'année suivante,,.
En octobre 1952, des Vampire se posent sur la piste en grilles métalliques (PSP).
La 11e escadre de chasse créée à Reims prend ses quartiers dans la nouvelle base aux normes de l'OTAN, le 12 juin 1953. Elle dispose de 75 avions F-84G,, puis des F-84F et des F-100 Super Sabre.
La base est officiellement inaugurée le 22 novembre 1953 par le secrétaire d'Etat de l'air Louis Christiaens et par le député-maire André Maroselli. Elle se destine à la défense de l'espace aérien,. Le 18 juillet 1958, elle est baptisée « Lieutenant-colonel Papin » en hommage à Tony Papin mort en mission en 1946.
Le 10 juin 1961, la 4e escadre de chasse (composée de deux escadrons « Dauphiné » et « La Fayette ») et l'Escadron de Reconnaissance Tactique (ERT) 1/33 « Blefort » équipés de F-84F prennent la place de la 11e EC qui fait mouvement vers la base de Bremgarten en Allemagne de l'Ouest,.
Les forces aériennes française sont ré-organisées en 1964. Le pays se dote de l'arme nucléaire pour s'affranchir de l'OTAN et des États-Unis.

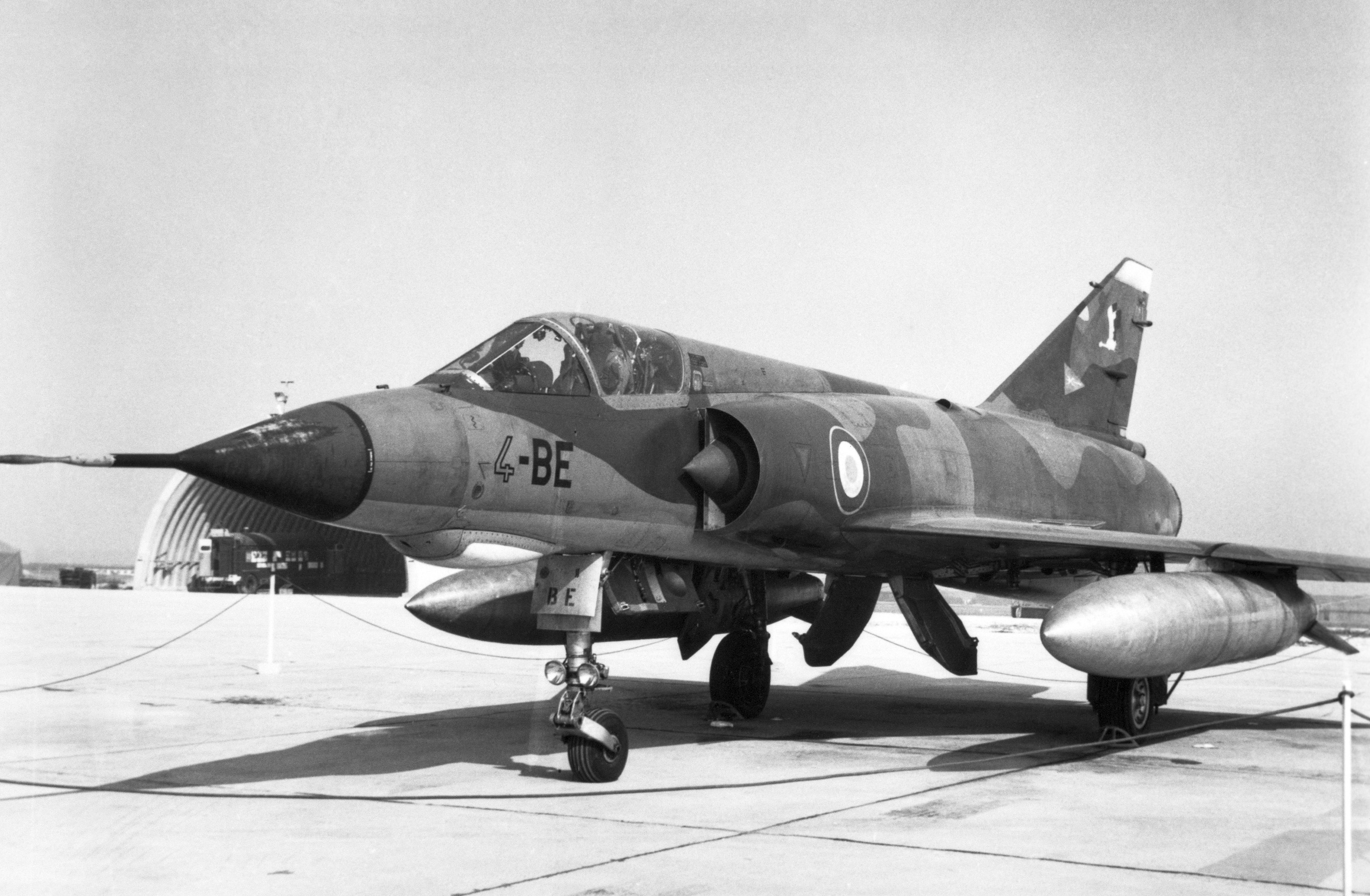
Mirage IIIE de la base de Luxeuil en 1986.

En mai 1966, la base de Luxeuil rejoint la force de dissuasion nucléaire française avec l'installation de l'escadron de bombardement 3/94 Arbois et de ses bombardiers nucléaires Mirage IVA, rejoints au mois d'octobre suivant par des Mirage IIIE affectés à la 4e escadre de chasse d'abord à l'escadron « La Fayette » puis l'année suivante dans l'escadron « Dauphiné ». Ces escadrons sont en charge de la permanence opérationnelle. Un « dépôt-atelier de munitions spéciales » est construit pour accueillir l'arme nucléaire type AN-22 de 70 kilotonnes. Un escadron de protection sol-air est mis en place pour défendre la base. Il est envisagé que les Mirage IIIE soient utilisés pour porter l'arme nucléaire ; cette option est abandonnée en raison des aides limitées au pilotage. Leur armement se limite aux missiles Matra R530 et AIM-9B,,,.
En janvier 1967, l'ERT 1/33 quitte Luxeuil pour la base de Strasbourg-Entzheim. Au mois de mai suivant est formé le Centre de prédiction radar, 00/339 (CPR 00/339). Deux années plus tard, le CPR est renommé Centre de prédiction et d'instruction radar 00/339 (CPIR 00/339)[réf. nécessaire].
Lors de travaux d'aménagement en 1972, un trésor monétaire composé de plusieurs milliers de monnaies constantiniennes est découvert sur la base (à la limite communale de La Chapelle-lès-Luxeuil).
En 1973, l'EB 3/94 est doté d'armes nucléaires tactiques AN-52,. Le 15 mai 1973, un Mirage IV s'écrase dans la commune de Saint-Sauveur à la suite d'une panne de  postcombustion qui empêche l'avion de prendre de l'altitude,. L'équipage ne peut pas s'éjecter car trop bas. Le capitaine Brosset-Heckel (pilote) et le commandant Proeschel (navigateur) trouvent la mort dans l'accident. Une stèle leur rend hommage au lieu de l'accident, en forêt,. L'escadron de bombardement 3/94 Arbois est dissout en octobre 1983. En 1987, l'escadron de défense sol-air (EDSA) prend le nom de 04-950 « Servance ».

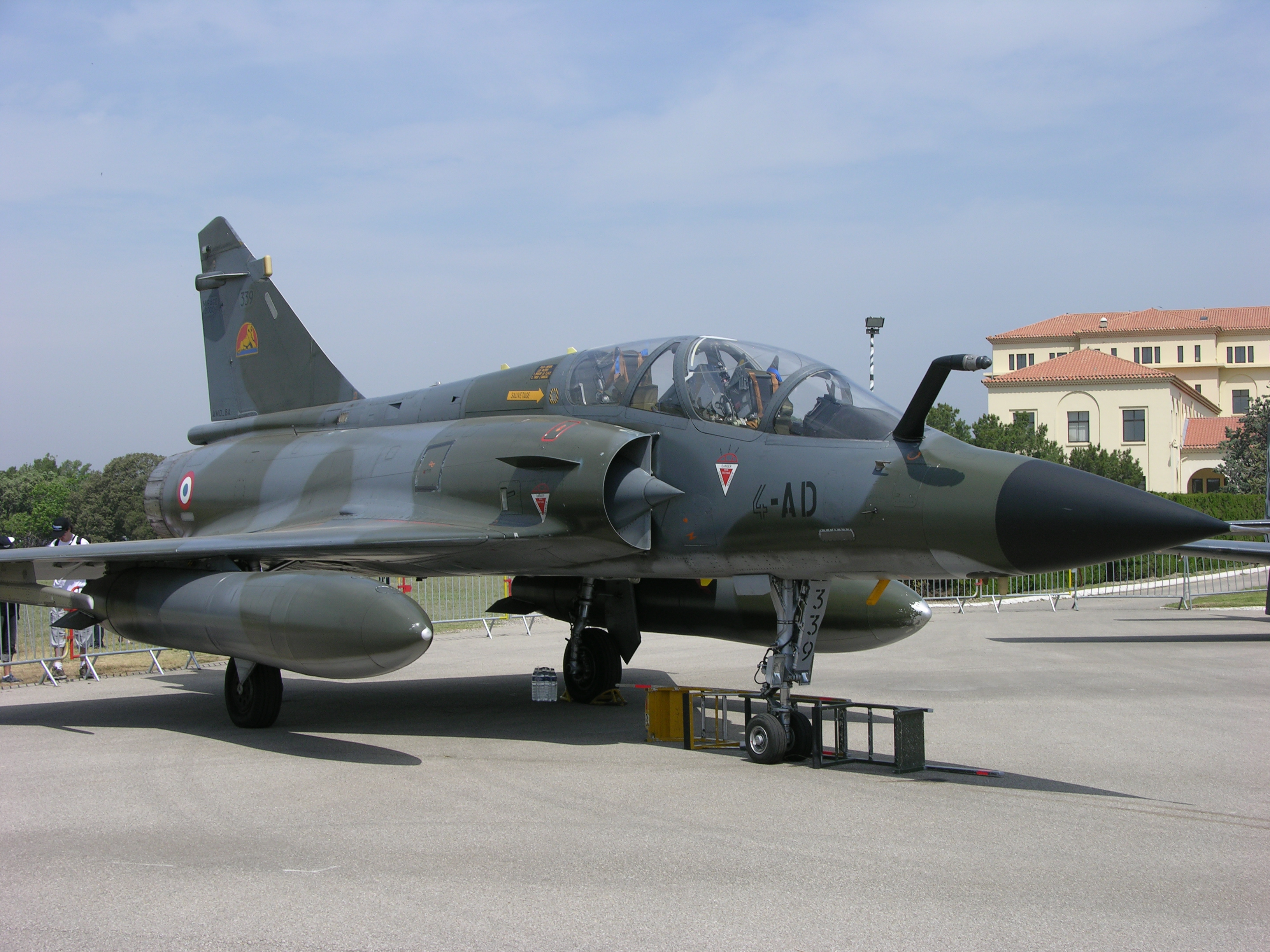
Un Mirage 2000N de l'escadron de chasse 1/4 Dauphiné en 2007.

En 1988, la flotte aérienne de la base aérienne 116 se modernise. Le 30 mars, arrivent les onze premiers Mirage 2000N équipés d'ASMP formant l'escadron de chasse 1/4 Dauphiné rattaché aux forces aériennes stratégiques. Les premières prise d'alertes sont prises en charge à partir de juillet 1988 pour l'escadron « Dauphiné » et le 1er juillet 1989 pour l'escadron « La Fayette »,,. Lors de leurs mises en service, ces avions répondent au standard K1 qui leur permet seulement de tirer des missiles ASMP destinés au bombardement nucléaire et des roquettes d'autodéfense. Ils sont dépourvus de canon interne. L'adaptation au standard K2 dans les années 1990 leur ajoute la fonction de bombardement conventionnel ; il leur manque encore le guidage laser.
Le 10 novembre 1988 ont lieu les derniers vols de la 4e EC en Mirage IIIE après 22 ans d'utilisation opérationnelle. Le 1er juillet 1988, le CPIR devient le Centre d'instruction tactique « Aquitaine » 00/339 (CITAC 00/339). Ses objectifs sont doubles : à la fois l'instruction des futurs pilotes de la base ainsi que le contrôle du personnel qualifié (entraînement, gestion des pannes, aptitude aux vols sans visibilité, réglementation), au moyen de simulateurs de vol et de Mystère 20 SNA. Le CITAC possède sa propre équipe de mécaniciens et de cartographes,,.
Le ravitaillement en carburant est assuré par le réseau d'oléoducs en Centre-Europe de l'OTAN.

### Déclin de l'après guerre froide
La dislocation de l'URSS mettant fin à la guerre froide, la base luxovienne perd son intérêt. Ses effectifs lentement déclinent jusqu'à être plusieurs fois menacée de fermeture.
La 4e escadre de chasse est dissoute en 1993, les EC 1/4 et 2/4 devenant autonomes.
Le 1er juillet 2006, la dissolution du CITAC (Centre d'Instruction TActique) est effective[réf. nécessaire].

La base de Luxeuil en 2007.
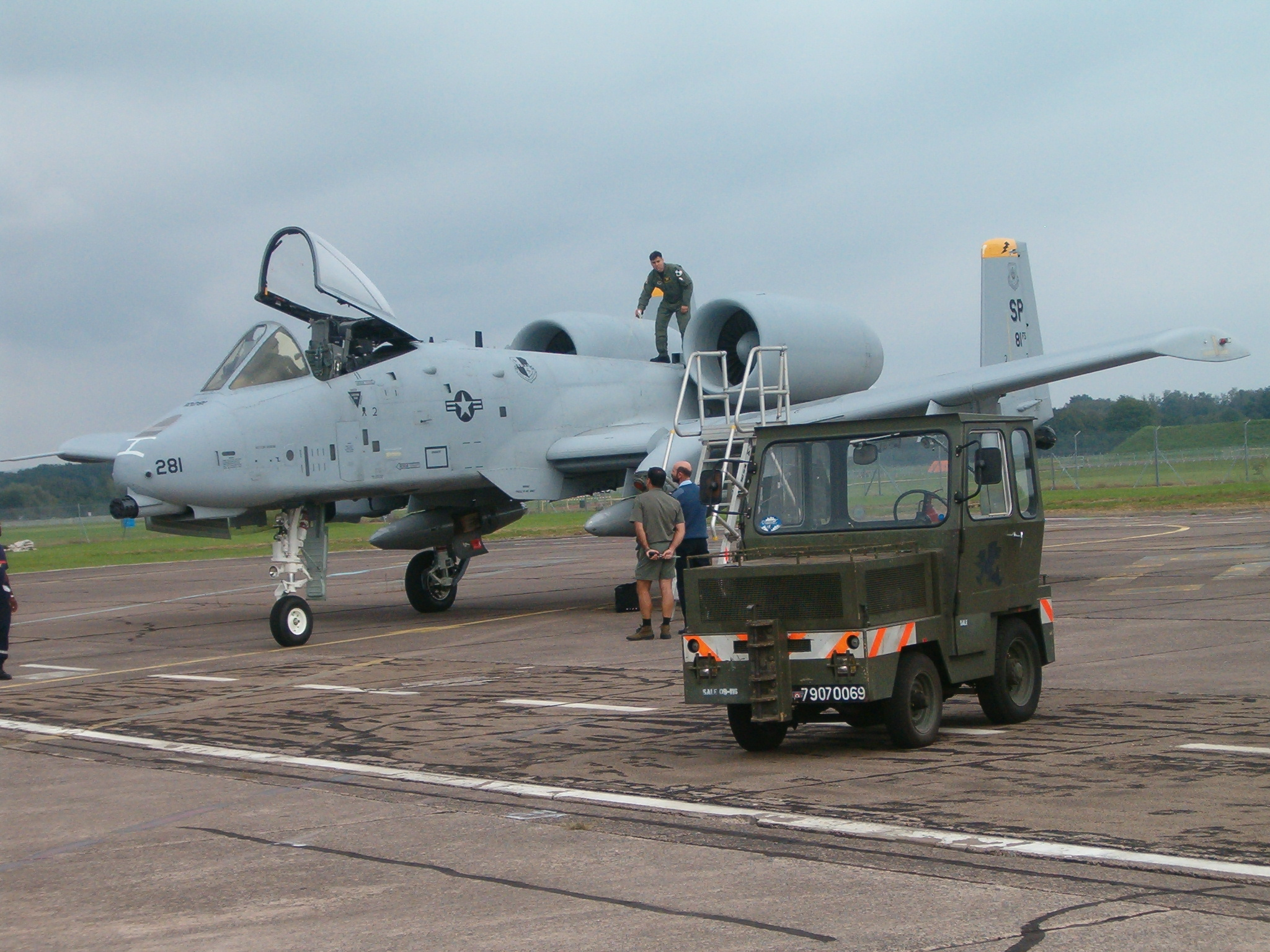
A-10 Thunderbolt II de l'US Air Force et tracteur de la base.
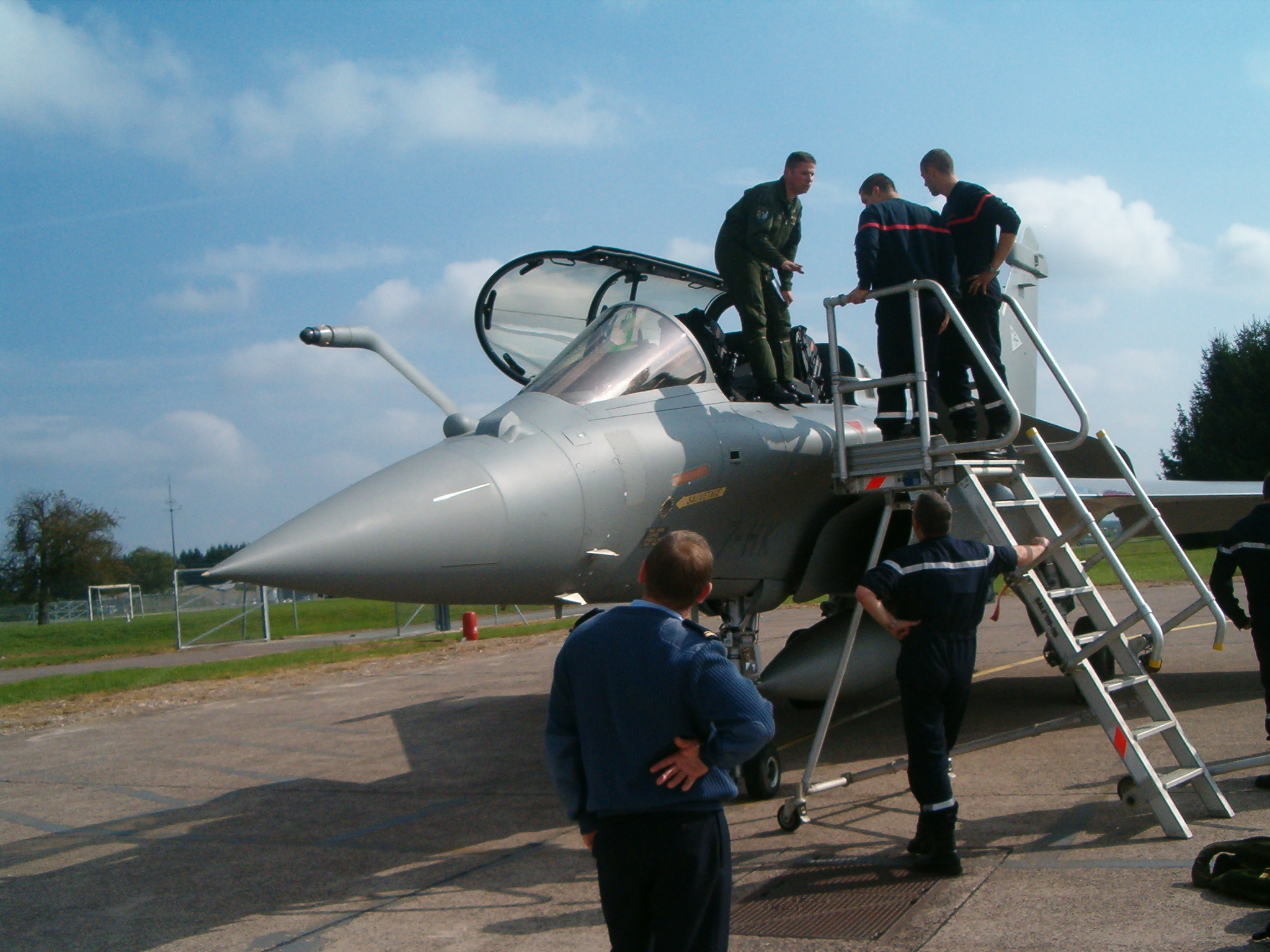
Présentation du Rafale au personnel.
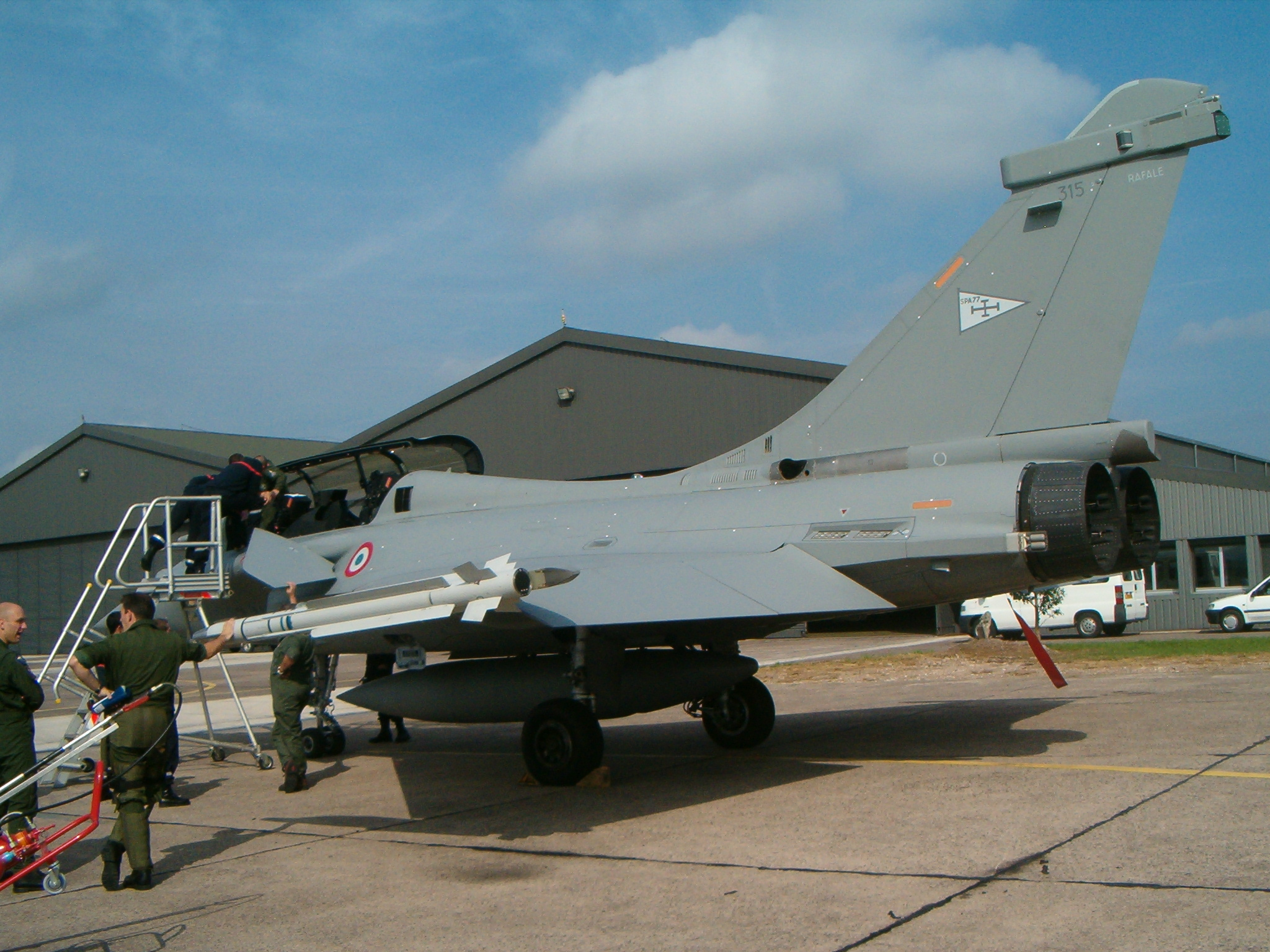
Un Rafale devant les hangars de la base.

Lors de la réorganisation des forces armées françaises entreprise en 2008, la BA 116, un temps menacée de fermeture, est maintenue comme base aérienne. Ses 1 700 emplois en font le deuxième employeur du département, après l'usine Stellantis de Vesoul (4 000 salariés). Ses 38 millions d'euros de dépenses annuelles de fonctionnement (dont 60 % dédiées à la solde des militaires) en font un facteur économique important du Pays de Luxeuil, notamment dans le secteur de l'immobilier (les militaires sont très majoritairement propriétaires) et du commerce. Avec les familles, ils représentent alors une communauté de 4 900 personnes,.

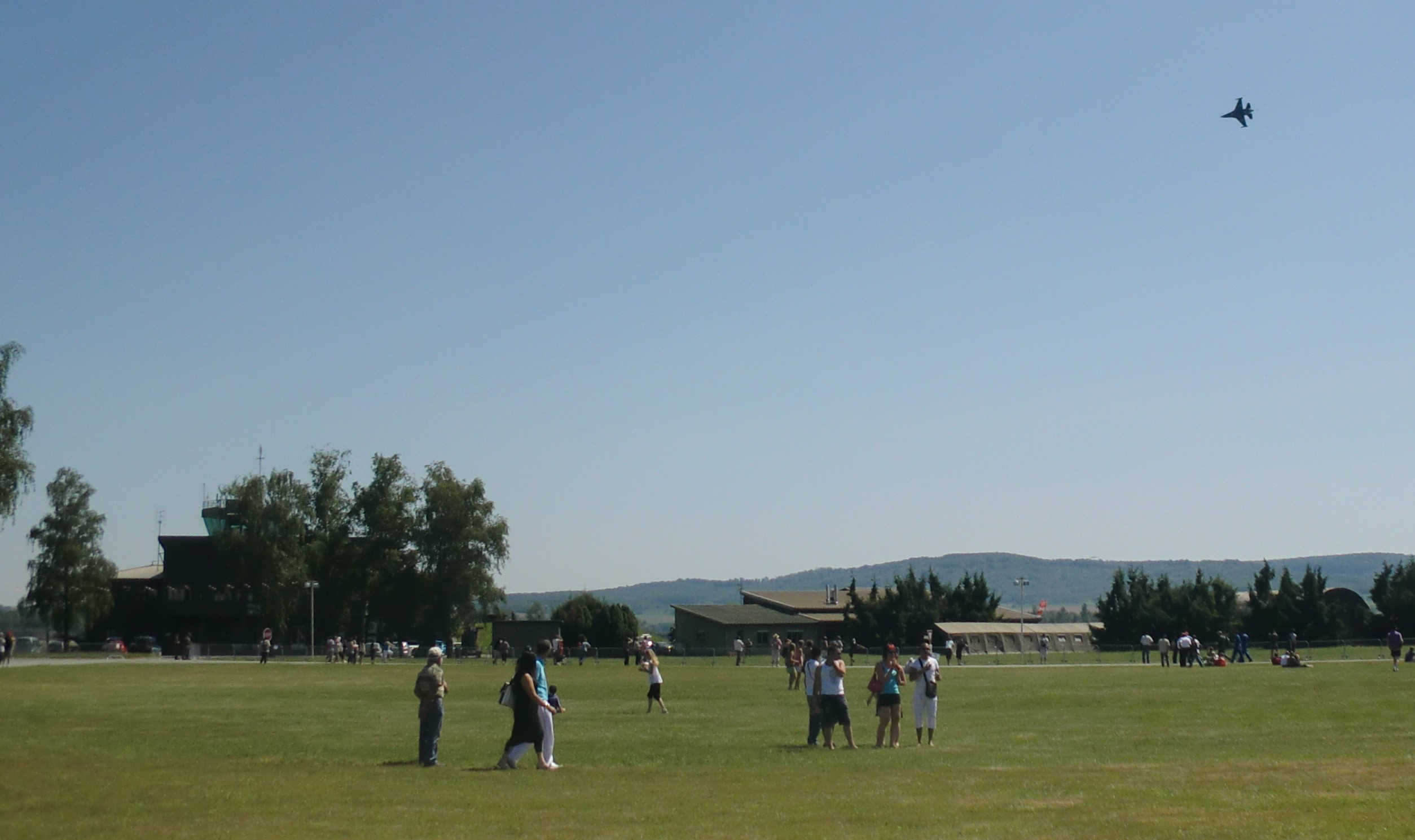
La tour de contrôle à gauche, derrière les arbres.

En juin 2011, l'escadron nucléaire EC-2/4 La Fayette est transféré à la BA 125 d'Istres. Fin juillet, la base reçoit les vingt-trois Mirage 2000-5F de l'EC-1/2 Cigognes de la BA 102-Dijon-Longvic qui ont participé à l'opération Harmattan en Lybie cette année là (notamment : à la protection de la zone d'exclusion aérienne autour de Benghazi). La base quitte la force de dissuasion nucléaire française et change de mission pour se consacrer à la supériorité aérienne, incluant des escortes en opérations aériennes face des aéronefs militaires potentiellement hostiles à la France et à ses alliés. La base se consacre également à la police du ciel. Ainsi les avions se tiennent prêts en permanence à décoller soit pour contrôler et pour intercepter un aéronef civil suspect, soit pour porter secours et assistance à tout équipage en difficulté,,,.
Depuis 2011, les Mirage 2000-5F de la BA 116 font partie des forces françaises stationnées à Djibouti en participant aux relèves du personnel de ce site qui est alors la plus importante base française à l'étranger.
Le 3 octobre 2012, un Mirage 2000-5 de la BA 116 s'écrase dans le territoire de la commune de Froideconche. Le lieutenant-colonel taïwanais Wang Tung-Yi qui pilotait l'avion meurt dans l'accident,,.
Le 20 octobre 2013, le ministre de la Défense annonce la dissolution de l'escadron de défense sol-air 04/950 « Servance » pour l'été 2014. C'était le premier équipé du système sol-air moyenne portée/terrestre (SAMP/T) - Mamba. Lors de sa dissolution, les 228 militaires qui le compose sont répartis dans d'autres unités dotées du même matériel. La réduction d'effectif induite amène l'État à passer avec les collectivités locales un contrat de redynamisation de site de défense (CRSD) pour accompagner des projets et pour tenter d'atténuer la contraction de l'emploi et de l'économie du territoire .
- Véhicules de l'escadron de défense sol-air 04/950 « Servance ».

Véhicules de l'escadron de défense sol-air 04/950 Servance.
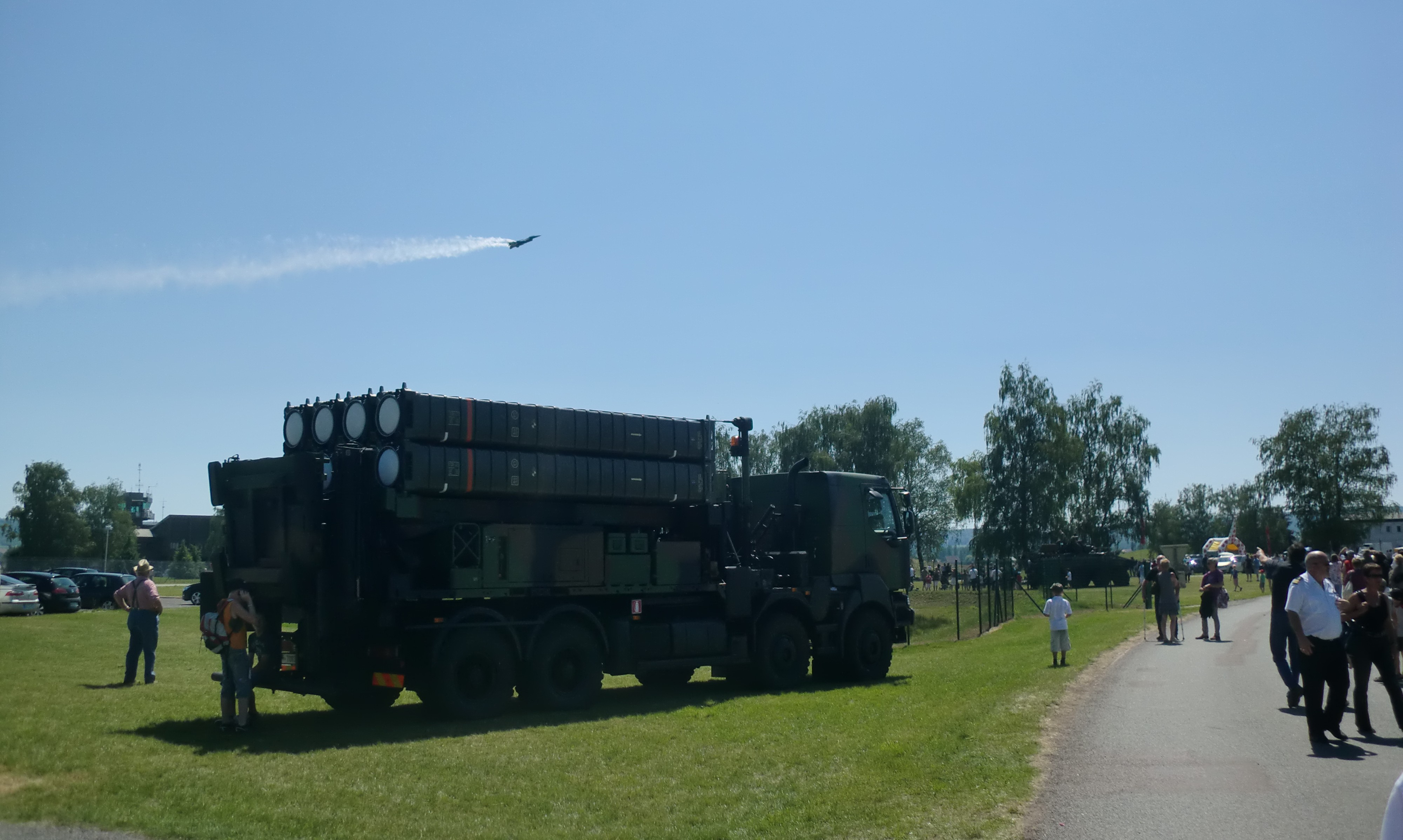
Camion portant un MLT (Module de Lancement Terrestre).
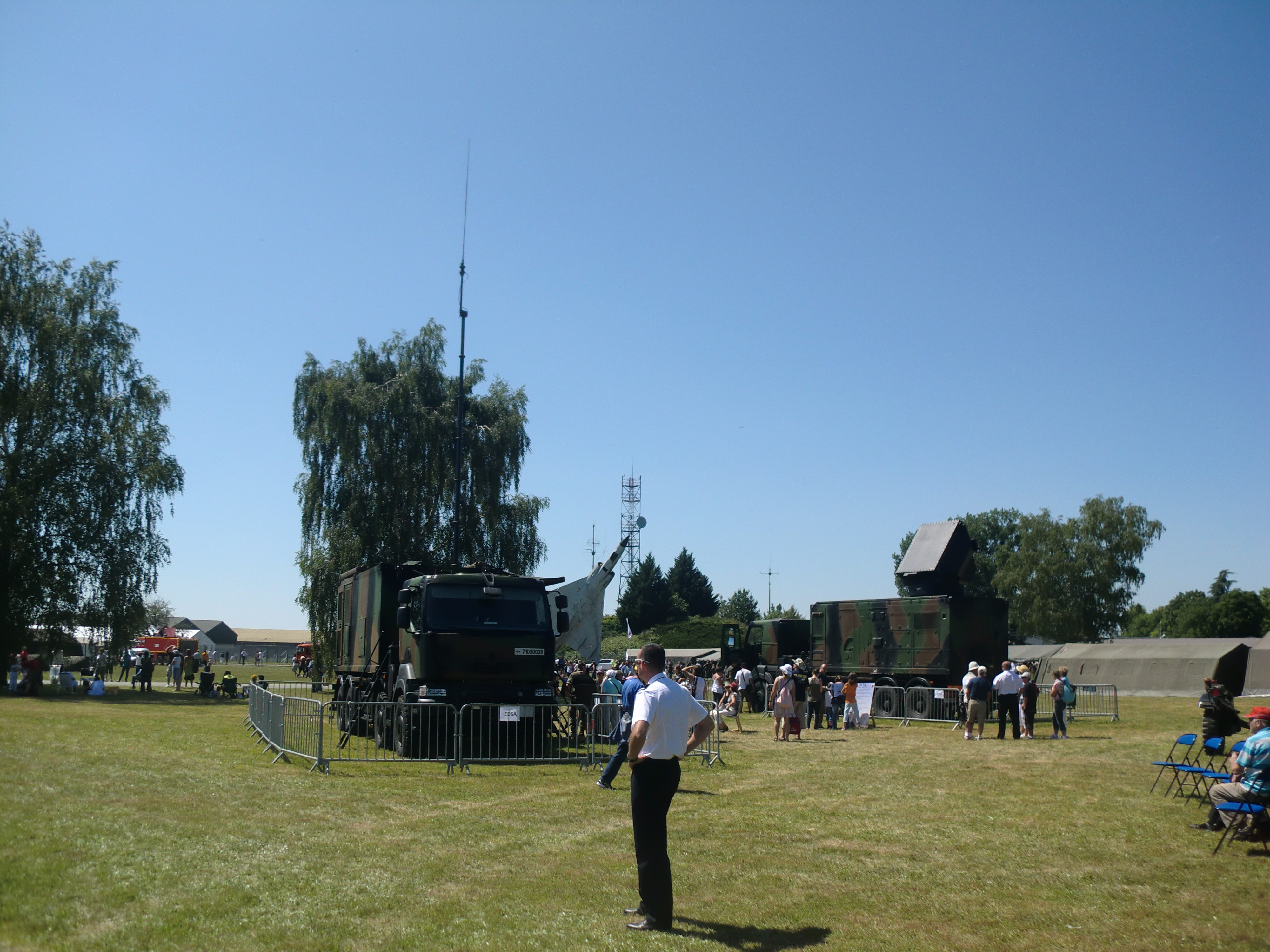
Deux autres camions dont le ME (Module d'Engagement) et le MRI (Module Radar Identification).

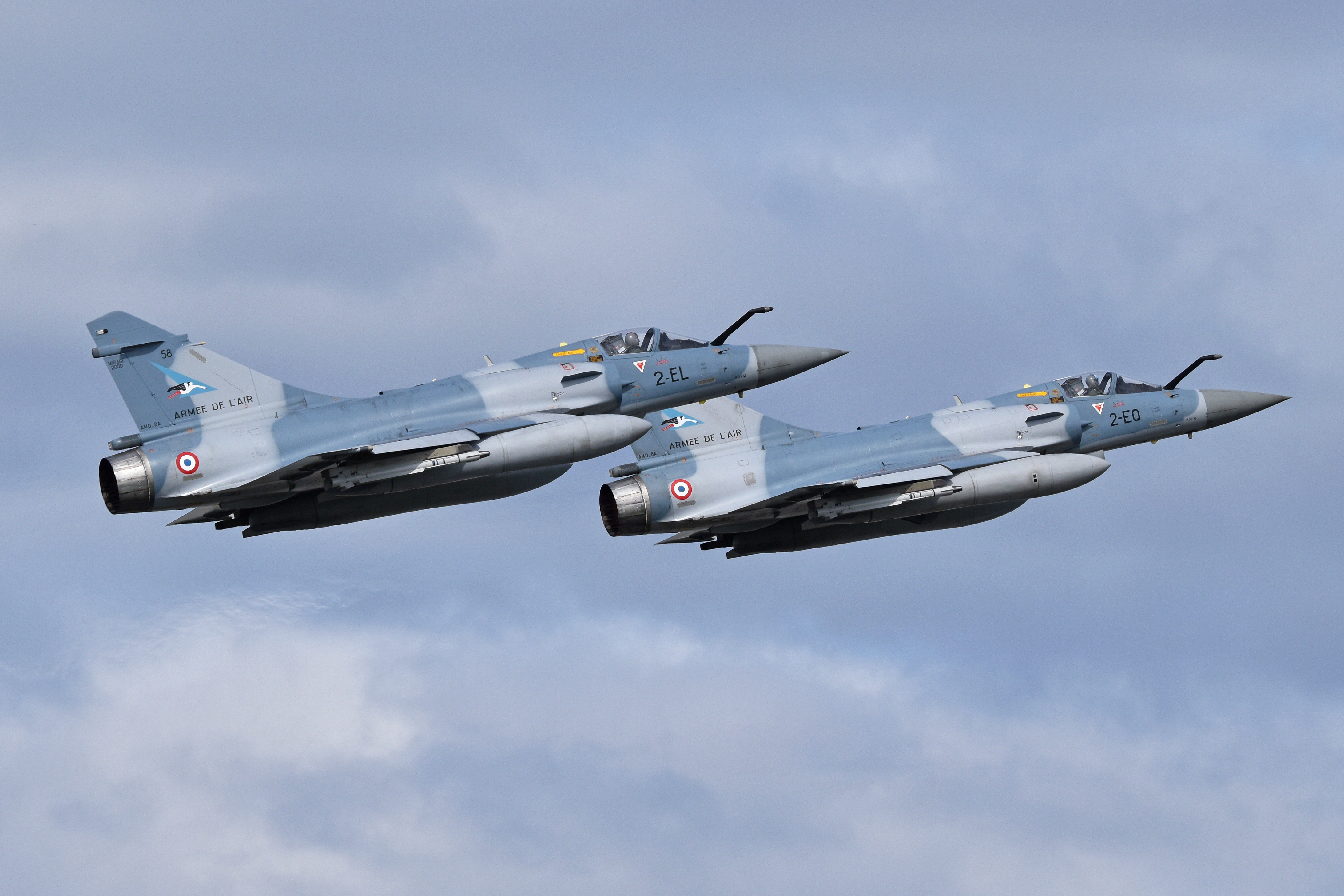
Deux Mirages 2000-5F au Arctic Challenge Exercise de 2019.

La 2e escadre de chasse est reformée le 3 septembre 2015. Son premier déploiement opérationnel a lieu fin 2016 dans les pays baltes sous le mandat de l'OTAN dans le cadre de l'opération Baltic Air Policing. Ces pays, dépourvus d'aviation de chasse, sont dépendants de leurs alliés pour protéger leurs espaces aériens. Les forces sont basées à l'aéroport international de Šiauliai en Lituanie. En 2018, l'opération est renouvelée sous le nom « Enhenced Air Policing » depuis la base aérienne d'Ämari en Estonie. Au printemps 2018, les chasseurs de la BA 116 escortent des Rafale participant au bombardements de Barzé et de Him Shinshar destiné à détruire trois sites du programme d'armement chimique syrien. L'assaut se déroule de nuit dans un contexte de guerre électronique. Les avions de Luxeuil participent également à l'Arctic Challenge Exercise de 2019 au-dessus de la Suède et de la Norvège.
Le 3 novembre 2022, un Mirage 2000-5 de la BA 116 s'écrase près de la forêt du Banney entre Luxeuil et Fontaine-lès-Luxeuil. La fin des Mirage 2000-5F est initialement programmée en 2028.
En 2025, la base emploie seulement 1 200 personnes, elle est le troisième employeur du département,.

### Retour de la dissuasion nucléaire
En février 2025, des Mirage 2000-5F de la base de Luxeuil sont livrés à l'Ukraine pour soutenir son effort de  guerre contre la Russie,. Ce conflit accroît les tensions entre la Russie de Vladimir Poutine et l'OTAN. Il se déroule simultanément aux tensions internes à l'OTAN, avec l'éloignement des États-Unis sous la seconde présidence de Donald Trump. Ces événements améliorent les perspectives d'avenir de la BA 116, idéalement placée à l'est de la France, alors que des pays de l'Union européenne recherchent la protection du bouclier nucléaire français,,,,,.
Lors d'une visite à la base aérienne le 18 mars 2025, le président de la république Emmanuel Macron annonce le redéploiement de la dissuasion nucléaire en Haute-Saône. Après avoir accueilli l'arme nucléaire de 1966 à 2011, celle-ci devrait faire son retour à l'horizon 2032 sous la forme de missiles hypersoniques, type ASN4G, portés par deux escadrons totalisant 50 Rafale biplaces (pilotes et navigateurs systèmes d’armes) de nouvelle génération (F5). Elle sera la première base française dotée d'un tel matériel. Le premier escadron est attendu pour 2032 et le second pour 2036. Les installations opérationnelles doivent être fortement modernisées, avec un investissement qualifié de « massif » avoisinant 1,5 milliard d'euros,,.
Les effectifs doivent presque doubler d'ici 2035 pour atteindre 2 000 personnes civiles et militaires (800 personnes supplémentaires), le nombre de pilotes doit quadrupler et le nombre de mécaniciens doit passer de 300 à 800,,. Avec les familles, la base apporterait jusqu'à 3 000 voire 4 000 habitants supplémentaires dans son bassin de vie.
À partir de 2029, l'activité aérienne sera totalement suspendue pour laisser le champ libre aux travaux. Ces derniers permettront de renouveler profondément les installations. La plupart des bâtiments datent des années 1950. Les travaux concernent les réseaux, sec et humide, la voirie, les pistes, les hangars, les aires de stationnement de véhicules, d'aéronefs, les réfectoires, l'hébergement et les installations destinées à entreposer et à préparer l'arme atomique,,.

## Meeting aérien

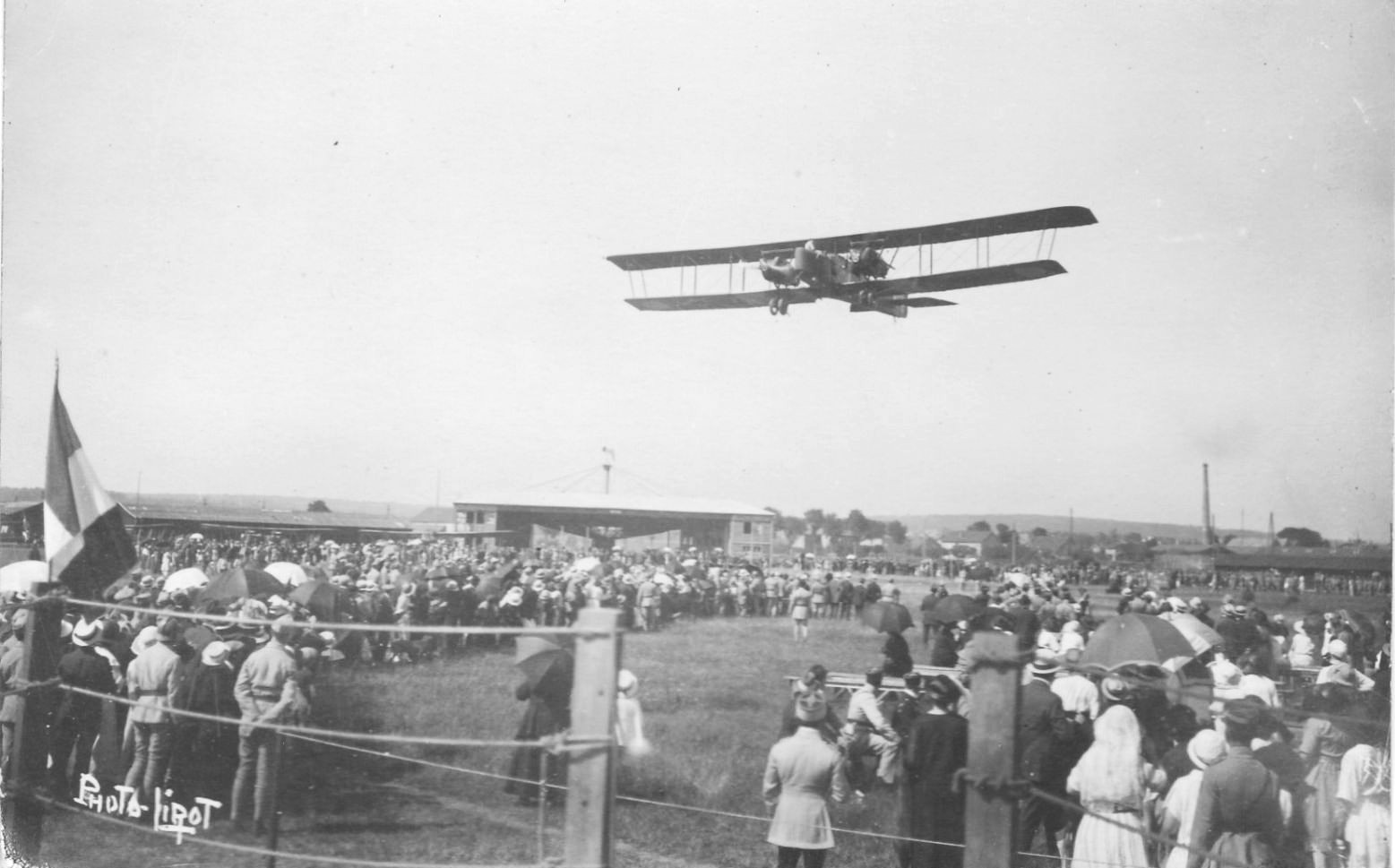
Un Farman F.50 lors du meeting de 1922.

La base s'ouvre régulièrement au public avec l'accueil de meetings aériens depuis les années 1920, notamment en 2011, en 2015 et en 2021. Ce dernier était le seul meeting aérien organisé par l'Armée de l'air en France cette année-là en raison de la pandémie de Covid-19.

Le meeting aérien organisé sur la base en 2011.
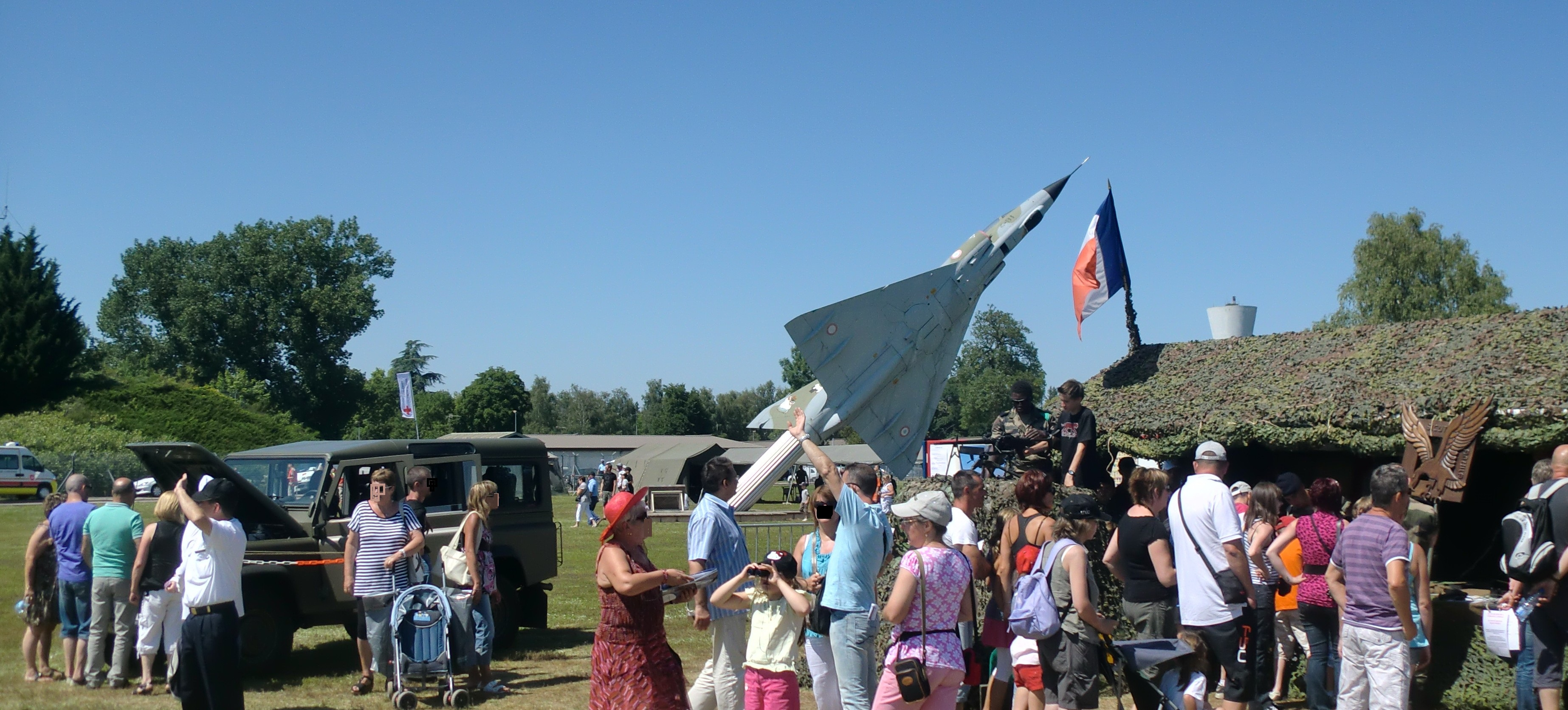
Stands de l'armée.
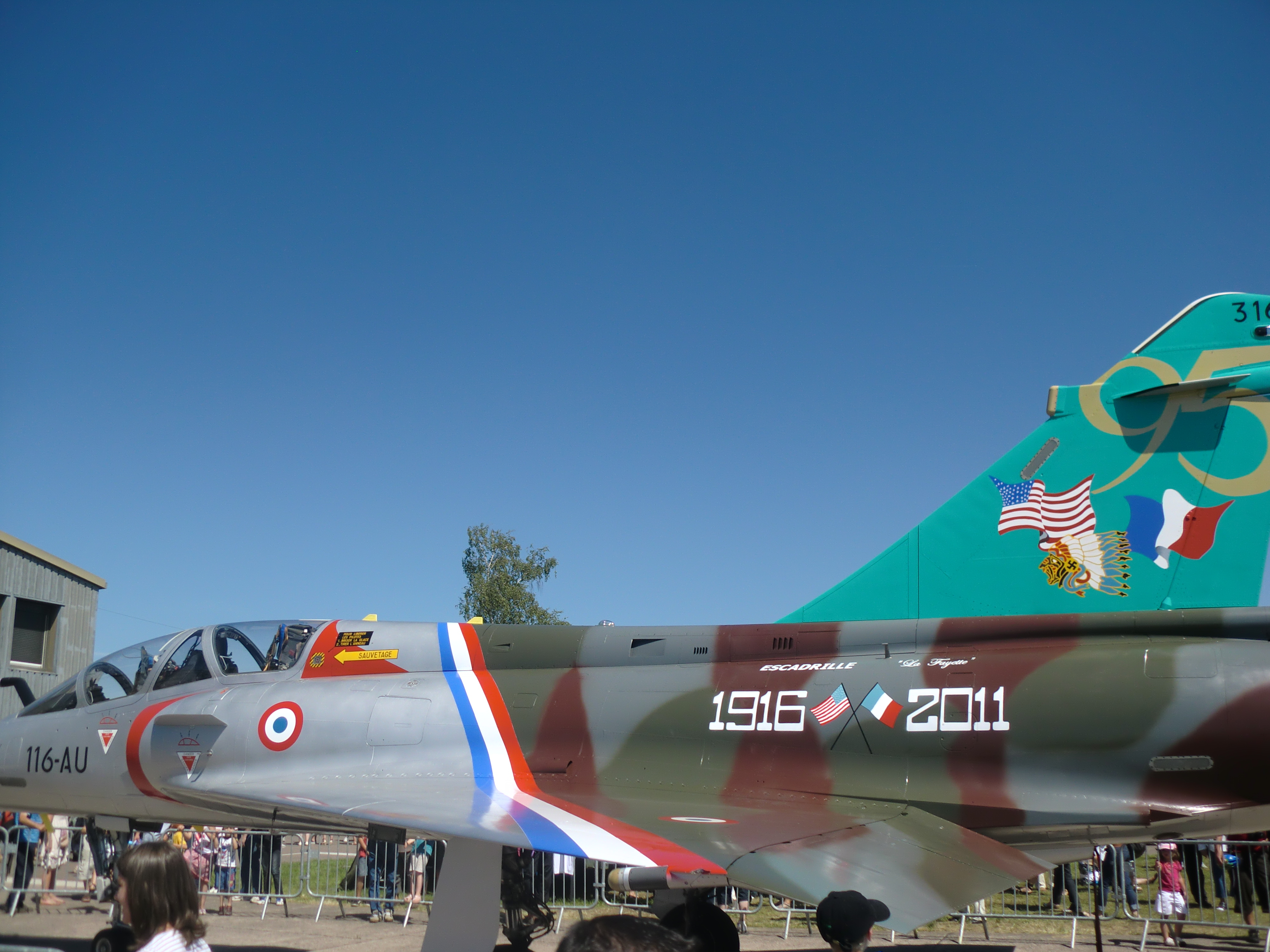
Mirage 2000N commémorant les 95 ans de l'escadrille La Fayette.
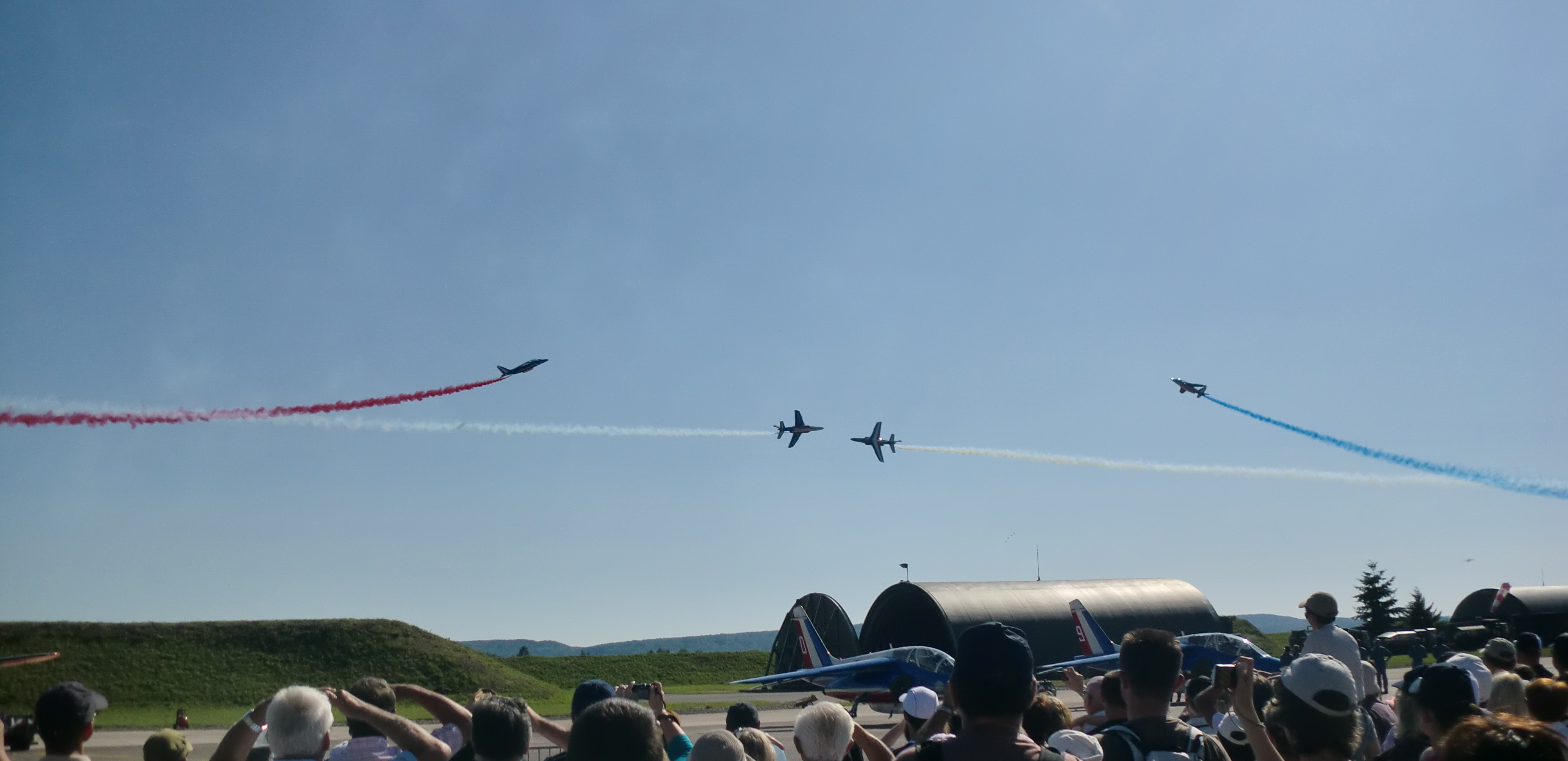
Démonstration de la patrouille de France.

## Instruction et citoyenneté
Après avoir formé des appelés du contingent dans son centre d'instruction militaire, pendant le service militaire, la base de Luxeuil accueille depuis 1997 des jeunes lors de leur journée d'appel de préparation à la défense (JAPD), devenue Journée défense et citoyenneté (JDC) en 2011.
Depuis 2019, la BA 116 intègre le programme « Escadrilles Air Jeunesse » destiné à faire découvrir le monde de l'aéronautique et de l'armée de l'air via des activité comme le pilotage de drone, l'utilisation de simulateur par casque VR, la visite de la base, la visite de sites aéronautiques ou encore la visite de sites touristiques en lien avec l'armée et l'aviation. Elle propose aussi des vols en avion de tourisme et dispense des cours théoriques destinés à l'obtention le Brevet d'initiation aéronautique (BIA). En 2020, Luxeuil compte 19 élèves en première année et 13 élèves en deuxième année.

## Unités historiques
L'escadron de défense sol-air 04/950 « Servance » équipé depuis le 15 septembre 2010 du système d’arme sol-air moyenne portée terrestre (SAMP/T). Cet escadron est dissous à l'été 2014.

## Unités en 2015
Depuis le 3 septembre 2015, la base abrite la 2e escadre de chasse qui comporte une seule unité navigante, l'escadron de chasse 1/2 Cigognes et ses Mirage 2000-5F.

## Commandants

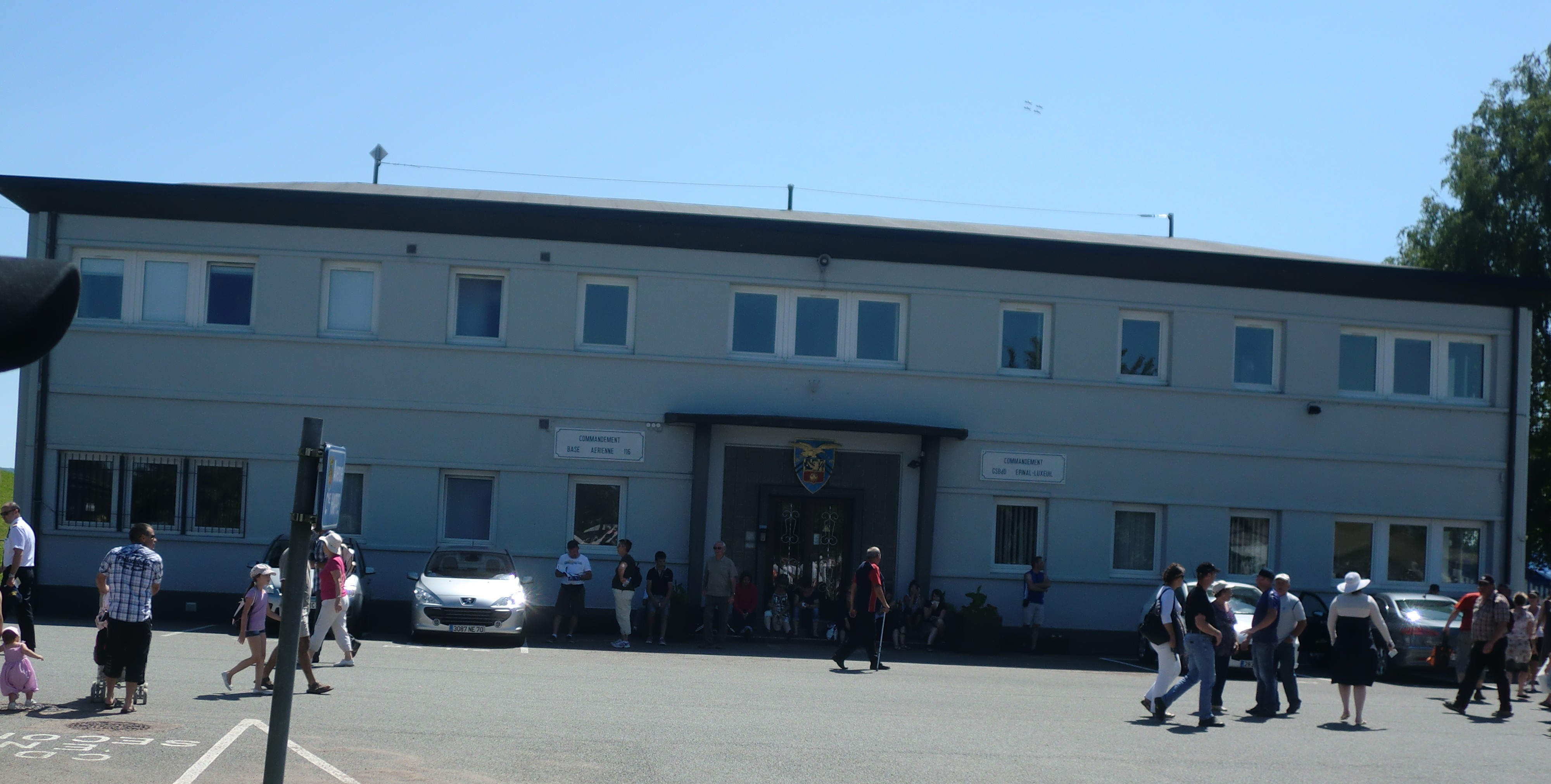
Le bâtiment du commandement de la base en 2011.

- Colonel Frantz Brengarth (été 2010 - 9 août 2012) ;
- Colonel Gilles Bertrand (29 août 2012 - 4 septembre 2014)[42] ;
- Colonel Jean-Jacques Mailhol (4 septembre 2014 - 2 septembre 2016)[43] ;
- Colonel Jean-Patrice Le Saint (2 septembre 2016 - 4 septembre 2018)[44] ;
- Colonel Stéphane Spet (4 septembre 2018 - été 2020)[45] ;
- Colonel Arnaud Bouilland (été 2020 - 5 septembre 2022)[46] ;
- Colonel Anne Labadie (5 septembre 2022 - 12 septembre 2024), première femme à diriger la base[47] ;
- Colonel Emmanuel Roux (depuis le 12 septembre 2024)[48].

Le commandant de la BA 116 occupe également la fonction de conseiller militaire auprès du préfet de la Haute-Saône.